# Tirpitz (1939)
Tirpitz byla druhá bitevní loď třídy Bismarck německé Kriegsmarine. Své jméno dostala podle německého admirála Alfreda von Tirpitze. V pozdějších fázích druhé světové války byl Tirpitz kotvící v norských fjordech přezdíván (Osamělá) královna Severu.
Až do nástupu japonských bitevních lodí Jamato a Musaši byl Tirpitz největší bitevní lodí na světě.
Jeho význam spočíval po celé tři roky především v jeho samotné existenci, skutečného boje na moři se loď zúčastnila pouze minimálně (nikdy se neúčastnila dělostřeleckého souboje s jinou lodí), zato byla pod neustálým dohledem a tlakem Britů, kteří se ji mnohokrát snažili potopit nejrůznějšími neobvyklými způsoby. Nakonec se jim to podařilo leteckým útokem v době, kdy byla již loď trvale upoutána na kotvy u norského Tromsø.

## Výzbroj a výstroj lodi

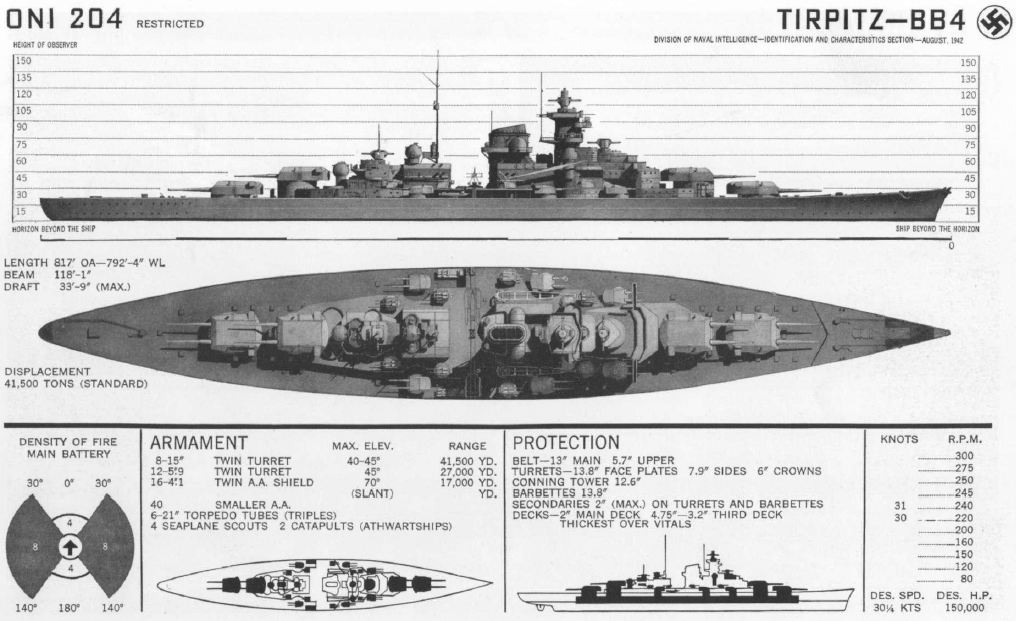
Nákres Tirpitze podle údajů rozvědky U.S. Navy

Loď byla vyzbrojena osmi 380mm SK C/34 L/52 děly primární výzbroje, umístěnými po dvou dělech ve čtyřech dělových věžích, příďové A a B (pokřtěné posádkou na Anton a Bruno) a záďové C a D (označované jako Cézar a Dora).
Sekundární výzbroj lodi se skládala z dvanácti 152mm SK C/28 L/55 děl, šestnácti 105mm FlaK 38 L/65 dvojúčelových kanónů a šestnácti 37mm L/83 protiletadlových kanónů, doplněných zpočátku o 12 a později až o 58 20mm protiletadlových kanónů.

V roce 1942 bylo na loď také namontováno osm 533mm torpédometů.
Hlavní pancéřový pás, kryjící boky lodi měl tloušťku 32 cm (podle Hubáčka až 40 cm), přičemž vrchní pancéřová paluba měla tloušťku 5 cm a hlavní pancéřová paluba kryjící nejdůležitější části lodi měla tloušťku 10–12 cm (podle Hubáčka 20 cm). Dělové věže 380 mm děl měly v předních částech pancéřování o tloušťce 36 cm a na bocích 22 cm.
Tirpitz byl od počátku Němci pojímán v nejmodernějším standardu, proto byl již od počátku vybaven radarem. Nejprve to byly pátrací radary model 23, umístěné na předních, horních (na vrcholu předního stěžně) i zadních dálkoměrech.

Ty byly později nahrazeny radary model 27 a 26, které disponovaly většími anténami. Radar modelu 30, známý jako Hohentwiel, byl na hlavní stěžeň lodi namontován v roce 1944, kdy byl také na záďové dálkoměry protiletadlových 105mm kanónů namontován střelecký radar model 213, označovaný jako Würzburg.

## Stavba a uvedení do služby

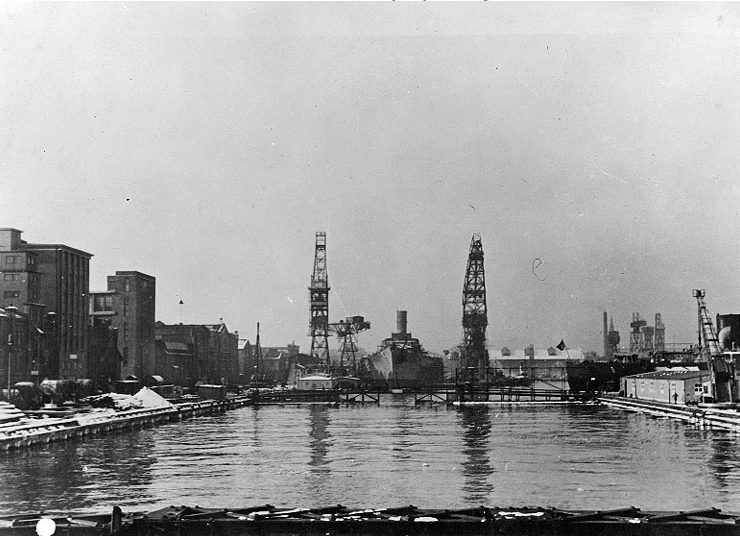
Tirpitz během vystrojování

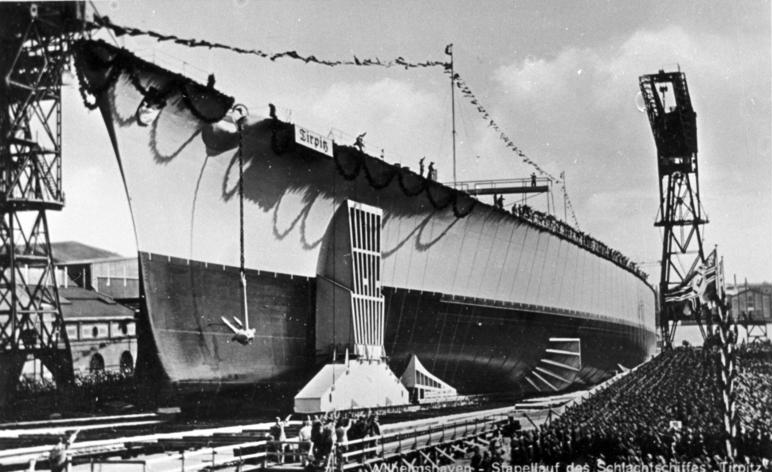
Tirpitz spouštěný na vodu

Tirpitz byl objednán jako Ersatz Schleswig-Holstein – jako náhrada za starý predreadnought SMS Schleswig-Holstein, pod smluvním názvem „G“. Kontrakt na stavbu získaly loděnice Kriegsmarinewerft ve Wilhelmshavenu a k položení kýlu došlo 20. října 1936.
Na vodu byla loď spuštěna 1. dubna 1939 v loděnicích ve Wilhelmshavenu. Ceremoniál provedla vnučka velkoadmirála Tirpitze, paní von Hassel, žena tehdejšího německého velvyslance v Římě, za přítomnosti špiček nacistické říše. U příležitosti spuštění Tirpitze na vodu byl také velitel nacistické Kriegsmarine, admirál Erich Raeder, jmenován Hitlerem do hodnosti velkoadmirála.
Práce na dokončení a vystrojování lodi trvaly až do února 1941. Během této doby se piloti RAF pokusili opakovaně přístav a rozestavěnou loď napadnout a i když Tirpitz žádná bomba nezasáhla, škody na zařízení přístavu se postaraly o zpomalení dokončovacích prací.
Loďstvo oficiálně převzalo loď 25. února pro provedení plavebních zkoušek, které se odehrávaly v oblasti Baltského moře.

## Služba lodi

### Období zácviku

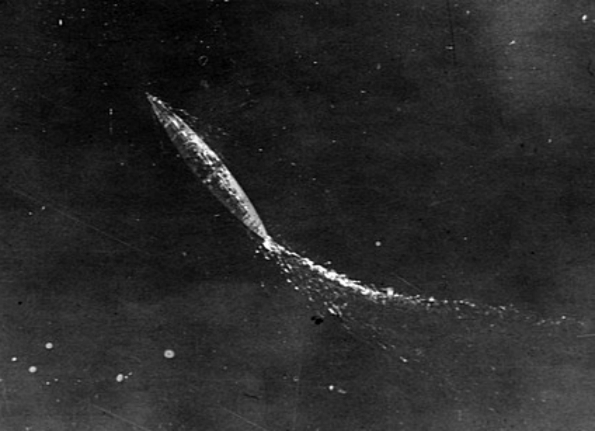
Tirpitz manévrující v Kieler Förde – Kielském zálivu/přístavu v září 1941

Po provedení plavebních zkoušek byl Tirpitz umístěn v Kielu a v dalším období byl v oblasti Baltského moře prováděn intenzívní trénink.
Po dobu umístění v přístavu v Kielu došlo v červnu 1941 k napadení Sovětského Svazu německou armádou, což bylo v oblasti Baltu podpořeno vytvořením dočasné Baltské flotily, která měla zabránit případnému průniku sovětské flotily z Leningradu. Tirpitz byl krátce ustanoven vlajkovou lodí této skupiny lodí, sestávající z kapesní bitevní lodi Admiral Scheer, lehkých křižníků Köln, Nürnberg, Leipzig a Emden, torpédoborců a dvou skupin minolovek. Baltická flotila pod vedením admirála Otto Ciliaxe, strážila v období od 23. do 26. září 1941 okolí Alandských ostrovů, poté byla však rozpuštěna a Tirpitz pokračoval dále ve výcviku.
Během něj testoval Tirpitz svou primární a sekundární dělostřeleckou výzbroj na starém predreadnoughtu SMS Hessen který byl upraven na rádiem řízený pohyblivý cíl.
RAF pokračovala v tomto období také v neúspěšných pokusech zasáhnout Tirpitz umístěný v přístavu Kiel.

### Přemístění do Norska

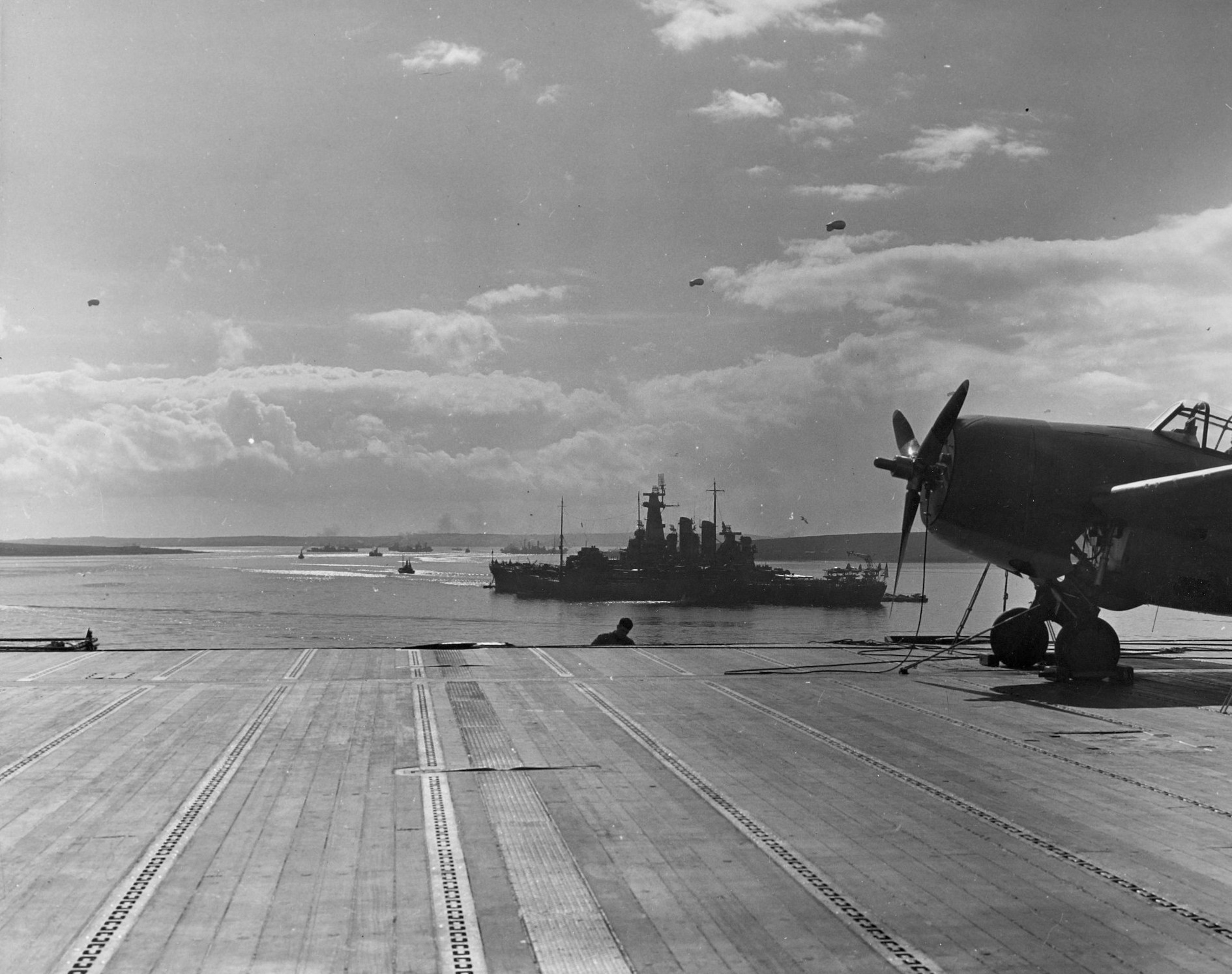
Americká bitevní loď USS Washington 4. dubna na základně Home Fleet ve Scapa Flow před operačním nasazením v arktických vodách. Snímek pořízen z paluby americké letadlové lodi Wasp

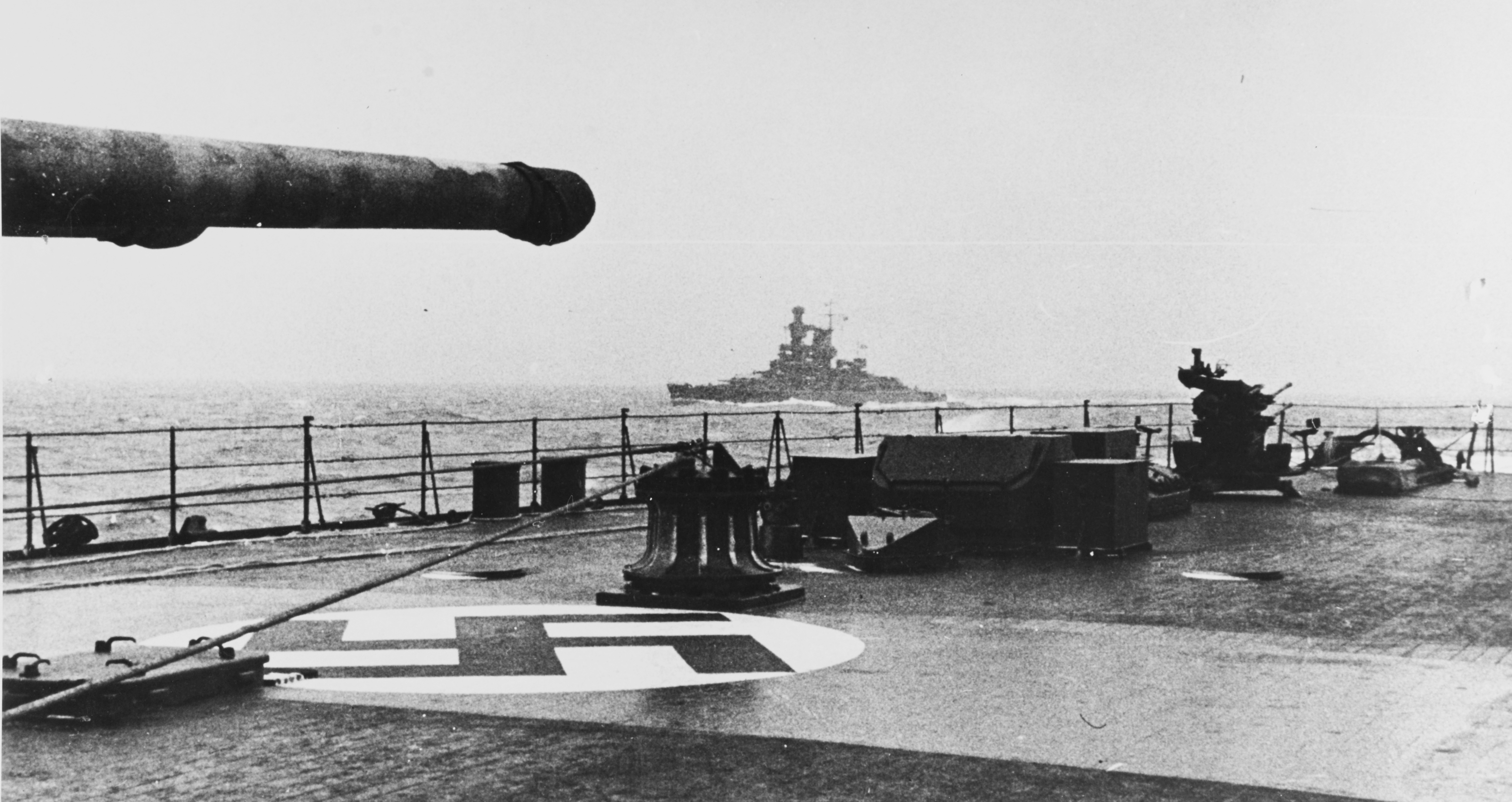
Admiral Scheer vyfotografovaný z paluby těžkého křižníku Prinz Eugen při přesunu do norských vod v únoru 1942

Admirál Erich Raeder, velitel Kriegsmarine, navrhl 13. listopadu 1941 nasazení Tirpitze v Norsku. Toto umístění umožňovalo uskutečnění útoků na konvoje do Sovětského svazu, preventivně bránilo uskutečnění případného vylodění spojenců v Norsku a zároveň tak loď na sebe vázala značné spojenecké síly, které musely být v pohotovosti jen pro odvrácení této potenciální hrozby.
Hitler, který zakázal po ztrátě Bismarcku další vpády německých těžkých lodí do Atlantiku, souhlasil s tímto návrhem. Před nasazením bylo však ještě rozhodnuto o provedení modifikací, a tak se loď na čas uchýlila do doků, kde došlo k posílení její protiletadlové výzbroje a 105mm děla, nacházející se na nástavbách lodi hned za katapulty byla přesunuta více k boku lodi pro zvětšení jejich palebného rozsahu. Během této přestavby byl také instalován na každém boku jeden čtyřhlavňový torpédomet ráže 533 mm. Velitel lodi, kapitán (Kapitän zur See) Karl Topp prohlásil loď za operačně připravenou dne 10. ledna 1942. V noci z 10. na 11. ledna Tirpitz opustil Wilhelmshaven a vyrazil na plavbu do norského Trondheimu.
Britská vojenská rozvědka, která byla schopna dešifrovat zprávy vysílané německým námořnictvem za pomoci šifrovacího stroje Enigma zaznamenala vyplutí lodi, ale špatné počasí nad Britskými ostrovy znemožnilo letectvu provedení útoků na Tirpitze. Admirál sir John Tovey, velitel Home Fleet, nebyl o pohybech Tirpitze informován až do 17. ledna, kdy se už loď nacházela v Norsku. 16. ledna britský průzkum německou loď objevil v Trondheimu. Tirpitz se poté přesunul do Fættenfjordu, (Föttenfjordu) bočního ramene samotného Trondheimfjordu, severně od Trondheimu. Operace přesunu dostala kódové označení Polarnacht (Polární noc); bitevní loď byla eskortována torpédoborci Richard Beitzen, Paul Jakobi, Bruno Heinemann a Z29. Byla zakotvena poblíže útesu, který ji chránil před útoky ze vzduchu z JZ směru, mužstvo dále loď zakamuflovalo za pomoci poražených stromů, umístěných na palubě Tirpitze. Na pobřeží fjordu byly instalovány dodatečné protiletadlové baterie, loď byla ukryta za protitorpédovými sítěmi. Vstup do fjordu byl střežen z jedné strany starou námořní pevností Agdenes a z druhé strany silnými pobřežními bateriemi. Život posádky byl během nasazení lodi v Norsku velmi monotónní – díky nedostatečnému množství paliva docházelo k pozastavování výcviku, a posádka tak byla zaměstnávána především údržbou lodi a neustálým očekáváním leteckých útoků. Pro udržení posádky ve stavu fyzické připravenosti byly organizovány sportovní aktivity.
Zamýšlené operace Tirpitze proti spojeneckým konvojům v Norsku však omezovala řada faktorů. Nejvíce omezujícími byly nedostatek paliva a stažení podstatné části torpédoborců k podpoře operace Cerberus – přesunu německých bitevních křižníků, Scharnhorst a Gneisenau a těžkého křižníku Prinz Eugen Lamanšským průlivem. To způsobilo, že plánovaný útok proti konvoji PQ 8 koncem ledna musel být zrušen.
I tak ale vytížení Royal Navy v důsledku potenciální hrozby představované Tirpitzem bylo skutečně enormní a v průběhu roku se dále zvyšovalo v důsledku připlutí dalších lodí. Hrozba Tirpitze a dalších lodí na sebe vázala postupně až 40 válečných plavidel včetně britské bitevních lodi King George V, americké Washington v záloze s britskou Duke of York, letadlovou loď Victorious, 5 křižníků, 21 torpédoborců a další plavidla).
Winston Churchill už dne 25. ledna 1942 napsal Výboru náčelníků štábů: „O přítomnosti Tirpitze v Trondheimu teď víme. Zničení nebo jen ochromení této lodi by bylo největší současnou událostí na moři. Žádný cíl nelze s Tirpitzem srovnávat. Je nyní bez protiletecké ochrany, kterou by měl v Brestu a kterou by mu poskytl domovský přístav. Stačí jej ochromit a nevrátí se zpátky do Německa. (…) Celosvětová námořní situace by se pak změnila a my bychom znovu získali převahu v Pacifiku“.
Zmínka o Pacifiku nebyla náhodná. Strategické důsledky nutnosti vázat značné síly v severních vodách vedly totiž přímo i ke ztrátě bitevního křižníku Repulse a bitevní lodi Prince of Wales odeslaných a potopených japonskými letouny jako Svaz Z v oblasti Singapuru, protože nebylo možno Victorious jakožto jedinou v té době funkční britskou letadlovou loď kvůli hrozbě Tirpitzu uvolnit k poskytnutí letecké ochrany Svazu Z.
Zpočátku února se pak Tirpitz podílel na klamných operacích, které měly odvést britskou pozornost od operace Cerberus. To zahrnovalo i vyplutí z kotviště ve fjordu a předstírání příprav na výpad do Severního moře.
Později v průběhu února byla loď posílena o kapesní bitevní loď Admiral Scheer, těžký křižník Prinz Eugen a několik torpédoborců. Prinz Eugen byl však u ústí Föttenfjordu torpédován britskou ponorkou a tak byl na nějakou dobu vyřazen z akce.
Akceschopné těžké lodi Tirpitz a Admiral Scheer, provázené torpédoborci Friedrich Ihn, Paul Jacobi, Hermann Schoemann, Z25 a dvojicí torpédovek, měly napadat spojenecké konvoje, nicméně Admiral Scheer, se svojí maximální rychlostí 26 uzlů byl shledán jako příliš pomalý a omezující operační nasazení lodi Tirpitz a byl proto zpočátku ponechán v přístavu, stejně jako torpédoborec Paul Jacobi a obě torpédovky.
Později byl Admiral Scheer přemístěn do Narviku, kde vytvořil spolu se svou sesterskou lodí Lützow a šesti torpédoborci druhou bitevní skupinu.

### Operace Oiled
Mezitím se ale letci RAF snažili splnit zadání britského ministerského předsedy a na Tirpitze co nejdříve zaútočit. Prvním pokusem o napadení Tirpitze prostřednictvím letounů startujících z pozemních základen RAF se tak stal útok v noci z 30. na 31. ledna. Útoku, vedeného ze skotské základny RAF Lossiemouth se zúčastnilo 7 bombardérů typu Stirling z 15. a 149. bombardovací perutě RAF a 9 bombardérů typu Halifax z 10. a 76. bombardovací perutě RAF.
Útok se nezdařil pro nepříznivé počasí, které letadlům zabránilo loď najít, přičemž se jeden z Halifaxů 76. perutě při návratu z důvodů nedostatku paliva zřítil do moře nedaleko Aberdeenu, posádku se však podařilo zachránit.

### Operace Sportpalast

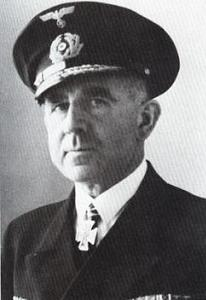
Admirál Otto Ciliax, velitel operací Cerberus a Sportpalast

První útočnou operací, kterou nově konstituované německé bitevní skupiny měly proti spojeneckým arktickým konvojům provést, byl útok na navracející se konvoj QP 8 a z Rejkjavíku na Islandu 1. března odplouvající konvoj PQ 12. Operace dostala název Sportpalast (Sportovní palác) a měla se jí zúčastnit pouze skupina torpédoborců vedených Tirpitzem.
Dne 5. března objevil německý letecký průzkum konvoj PQ 12 poblíž ostrova Jan Mayen. Na základě tohoto zjištění skupina lodí, tvořená Tirpitzem a doprovodnými torpédoborci Friedrich Ihn, Hermann Schoemann a Z25 pod velením admirála Ciliaxe v 11:45 opustila kotviště a příštího dne dosáhla otevřeného moře a rychlostí 25 uzlů směřovala k ostrovu Jan Mayen. Počasí bylo velmi špatné a proto kapitán Topp nařídil zpomalit rychlost na 23 uzlů, aby byly torpédoborce s to lépe držet s bitevní lodí krok. Na konvoj však nenarazila celá den až do 7. března ráno, kdy se německý svaz již nacházel na úrovni Tromsø a proto se admirál Ciliax po poradě s kapitánem Toppem rozhodl vyslat torpédoborce dále na SV. Až kolem 16:30 pak na Tirpitz došla zpráva z torpédoborce Herrmann Schoemann, který narazil na osamělé plavidlo a potopil ho. Šlo o sovětský parník Ižora, který se opozdil za konvojem QP 8. I když Tirpitz ihned zamířil do uvedené oblasti, na žádné další spojenecké lodi již nenarazil.

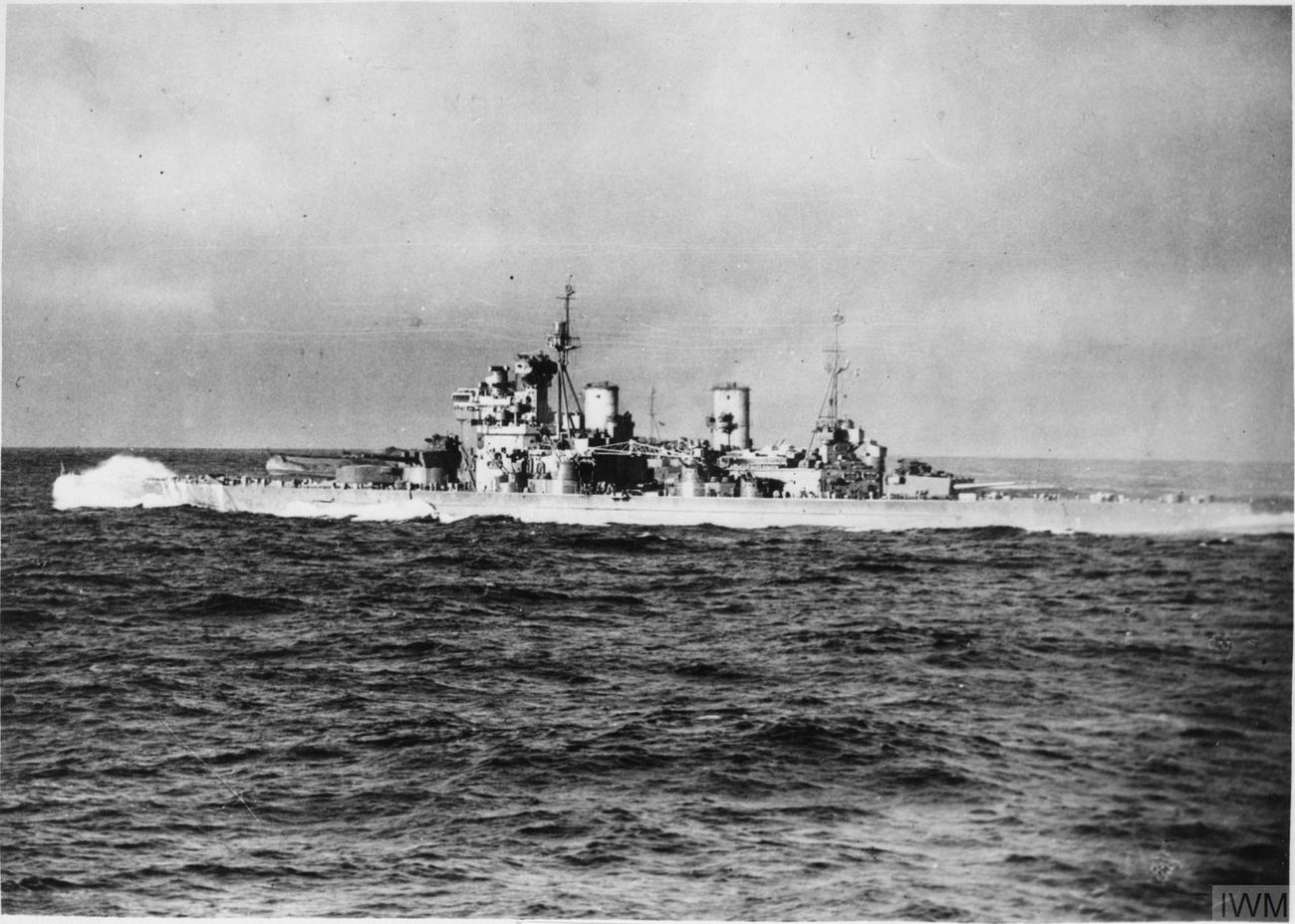
Bitevní loď Duke of York během operací krytí arktických konvojů v období 2.–9. března 1942

Německý letecký průzkum ale nezaznamenal přítomnost dvou britských svazů, poskytujících konvojům nepřímé krytí – šlo o dvě součásti Home Fleet – první – složený z bitevní lodi King George V, letadlové lodi Victorious (některé zdroje uvádějí i přítomnost těžkého křižníku Berwick) a šesti torpédoborců – byl pod osobním velením sira Johna Toveye, velitele Home Fleet, druhý – složený z bitevní lodi Duke of York, bitevního křižníku Renown a šesti torpédoborců (některé zdroje uvádějí pouze 4 torpédoborce) – pod velením viceadmirála A. T. B. Curteise (podle některých zdrojů tato druhá skupina zajišťovala nejen nepřímé, ale zpočátku i přímé krytí konvoje PQ 12). Britové měli o vyplutí Tirpitze zprávu od ponorky Seawolf, hlídkující poblíž Trondheimu, vůbec ale nevěděli, kde ho mají hledat. Došlo k situaci, kdy se v okruhu 90 mil od sebe nacházel konvoj, německé lodi i oba britské svazy a ani jedna strana o té druhé nevěděla. Až po potopení parníku Ižora se Tovey mohl dohadovat o poloze německých lodí a protože usoudil, že díky oznámení jejich potenciální polohy sovětskou lodí nebudou chtít riskovat a obrátí se k přístavu, vedl oba britské svazy, které se tou dobou již spojily do jednoho, tak, aby zkřížil německým lodím cestu na jejich očekávaném návratu.
Němci ale tentokrát vůbec neměli o britském bitevním svazu informace, a proto se zachovali jinak, než britský velitel předpokládal, a pokračovali nadále v pátrání po konvoji. Po několika hodinách se ale Němci začali dostávat do potíží s palivem, bylo proto rozhodnuto, že Friedrich Ihn se okamžitě vrátí a zbývající dva torpédoborce se pokusí natankovat z nádrží bitevní lodi. Tento záměr se však nezdařil a tak i oba zbývající torpédoborce Tirpitz v ranních hodinách 8. března Tirpitz opustily. Tirpitz se nadále pokoušel sám najít konvoj a kolem poledne došlo k incidentu s jednou z německých ponorek v severních vodách, která z nedostatku informací o pohybu Tirpitze na bitevní loď téměř zahájila útok, který byl odvolán v poslední chvíli. Bitevní loď po konvoji neúspěšně pátrala ještě do večerních hodin, kdy padlo rozhodnutí o návratu do Trondheimu.

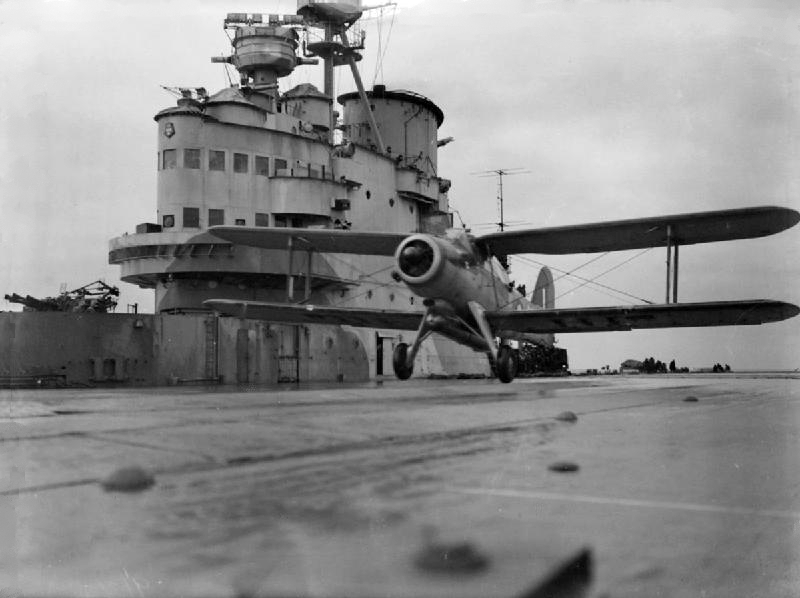
Torpédový bombardér typu Albacore na palubě letadlové lodi Victorious během operací krytí arktických konvojů v období 2. až 9. března 1942

Britské síly mezitím po neúspěšném čekání na Tirpitze pomalu nastoupily na jižní kurs. Až 8. března kolem 17:30 přišla z admirality stručná zpráva „Nepřítel jižně od Medvědího ostrova“. Kolem 2:30 dne 9. března přišla další zpráva o směřování Tirpitze na jih. Britské lodě se již v tu dobu zvýšenou rychlostí přesouvaly uvedeným směrem a za rozbřesku byl z letadlové lodi Victorious vyslán letecký průzkum, který kolem 8 hodiny Tirpitze lokalizoval ve vzdálenosti cca 90 mil od norského pobřeží. Protože se Tirpitz mohl snadno ukrýt v norských fjordech a britské lodi by se při hledání příležitosti pro dělostřelecký souboj dostaly do doletu německých letadel, bylo rozhodnuto o leteckém útoku na německou loď letadly typu Albacore, nesoucí dvě torpéda. Letadla byla však na Tirpitzi zpozorována již ze vzdálenosti 8 mil, proto se němečtí námořníci na Tirpitzu a před nedávnem opět se navrátivšími torpédoborci Friedrich Ihn mohli včas připravit k obraně. Zároveň německá loď zvýšila rychlost na 30 a později na 31 uzlů a směřovala k úkrytu v norském Vestfjordenu.
12 britských letadel, ještě atakováno dvěma katapultovanými hydroplány Arado, tak zaútočilo ve 3 skupinách na velkou rychlostí plující a urputně se bránící německé lodi. Letci nezaznamenali žádný zásah a došlo sestřelení dvou letadel a jednoho německého hydroplánu. Na Tirpitzu byli v průběhu útoku zraněni 3 muži.
K dalším britským náletům již nedošlo, zato těsně před vjezdem do Vestfjordenu došlo k neúspěšnému útoku na Tirpitz ze strany nespecifikované sovětské ponorky a německá bitevní loď se kromě toho v poslední chvíli vyhla hrozící kolizi s torpédoborcem Friedrich Ihn.
Tirpitz setrval relativně nechráněn ve Vestfjordenu až do 12. března, kdy teprve po opakovaných urgencích admirála Ciliaxe přišel rozkaz k návratu do chráněného kotviště v Trondheimu, kam dorazil kolem deváté hodiny večerní dne 13. března.
Jediným výsledkem celé operace Sportpalast tak bylo vypotřebování více než 8000 tun paliva a zjištění faktu, že německá Luftwaffe ani ponorky nejsou schopny dostatečné koordinace akcí a uskutečnění průzkumu pro potřeby hladinových plavidel.

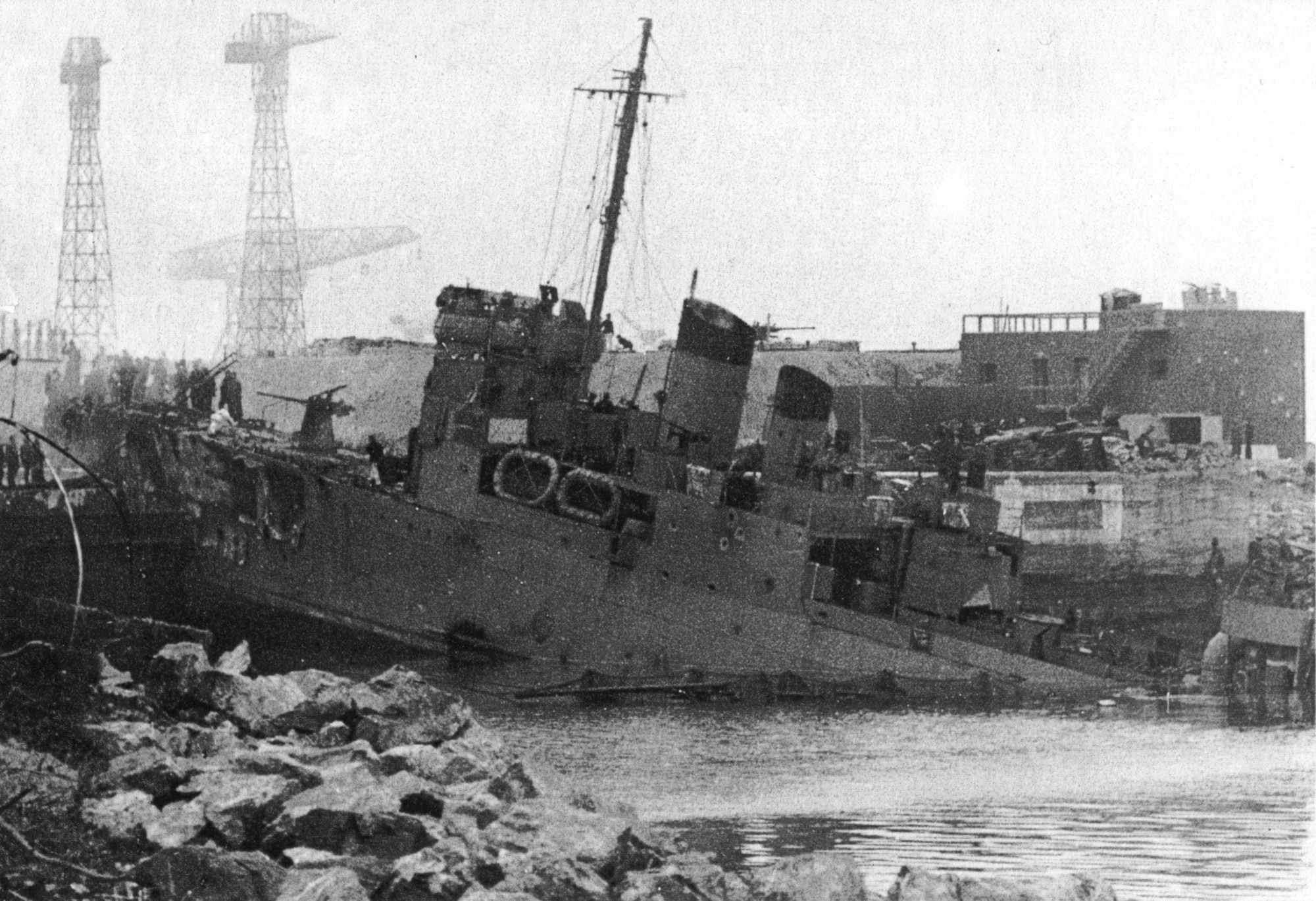
Campbeltown zaklíněný ve vratech suchého doku před explozí výbušnin v něm umístěných

### Operace Chariot
Operace Chariot v březnu 1942 nebyla útokem na německou bitevní loď přímo, ale na infrastrukturu, která ji mohla při jejím uvažovaném nasazení v Atlantiku podpořit – na obrovský suchý dok v St. Nazaire ve Francii. Tento suchý dok byl největší na světě, 420 m dlouhý a přes 50 m široký. Původně byl vybudován pro provádění oprav obrovského transatlantického parníku Normandie. Tam by bylo možno Tirpitze při jeho případném poškození opravit.
Britové v důsledku provedení odvážného nájezdu malých lodí do přístavu v St. Nazaire pronikli až k vratům doku, do kterých narazili se starým torpédoborcem HMS Campbeltown, lodi původně obdržené od US Navy v rámci výměny 50 starších torpédoborců v období jejich nedostatku za přenechání některých námořních základen potřebám US Navy. Tato loď byla naplněna výbušninami a po jejich následném časovaném odpálení byla vrata doku zničena a dok kompletně zaplaven vodou.
Díky tomu, že se Britům v průběhu akce podařilo dok vyřadit a Němcům se až do konce války nepodařilo ho opravit, ochladilo to podle mínění britských stratégů zájem Němců na proniknutí Tirpitze do Atlantiku podobným způsobem, jako to původně plánovali u její sesterské lodi v rámci operace Rheinübung

### Letecké útoky se shozem min

Bombardér typu Halifax ze 76. bombardovací perutě RAF, prodělávající údržbu (snímek z roku 1941)

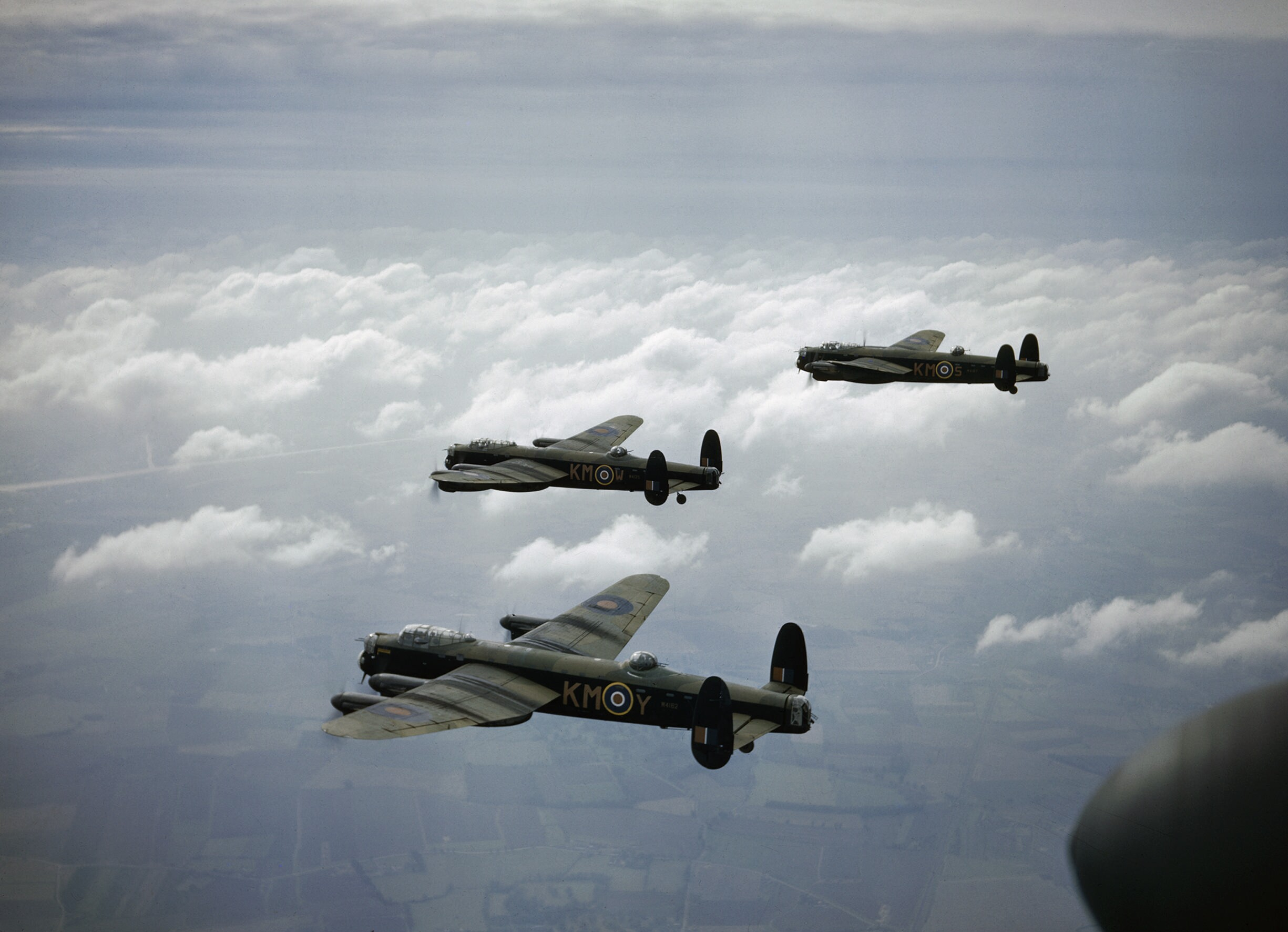
Bombardéry typu Lancaster ze 44. bombardovací perutě RAF, letící nad mraky (snímek z 29. září 1942)

Ve snaze zvýšit efektivitu náletů vypracovali britští letečtí velitelé novou taktiku provádění náletů na Tirpitze. Vzhledem tomu, že efektivita bombardování bombami byla doposud velmi nízká, navíc bomby nikdy nebyly s to prorazit vnitřní 20cm palubu kryjící nejdůležitější části lodi pod čarou ponoru a Tirpitz se navíc stále nacházel za několikanásobnou hradbou protiponorkových a protitorpédových sítí, rozhodli se pokusit se o zamoření vod kotviště Tirpitze lodními minami. Za tímto účelem došlo k upravení sférických min Mk XIX, aby mohly být shazovány z bombardérů z výšky cca 200 m. Nálet se pak měl skládat ze dvou fází – v první fázi vlna bombardérů (především Lancaster) provede nálet na infrastrukturu chránící Tirpitze (protiletecké baterie, zadýmovací zařízení, letiště Værnes, atp.), což umožní druhé vlně bombardérů (typu Halifax) navazující bezprostředně na vlnu první, nerušený shoz min, které měly umožnit zásahy a následné poškození Tirpitze pod čarou ponoru.
Podle tohoto scénáře se uskutečnily v březnu a dubnu tři nálety.
K prvnímu došlo v noci z 30. na 31. března. Podle plánu měly v první fázi zaútočit dva Lancastery 10. bombardovací perutě na letiště ve Værnes a znemožnit tak vzlet stíhačkám, zároveň mělo zaútočit 12 Halifaxů ze 76. bombardovací perutě bombami na Tirpitze a okolní protiletecké baterie. V Druhé fázi měly být shozeny miny celkem 22 Halifaxy 10. a 35. bombardovací perutě.

Nakonec se ale útoku Lancastery nezúčastnily, jeden z nich havaroval při vzletu z domovské základny Woodhall při přeletu do Skotska a druhý se v důsledku organizačního zmatku vrátil omylem z Lossiemouthu na Woodhall zpět. Z celkem 34 Halifaxů 76. (start ze základny Tain), 10. (start ze základny Lossiemouth) a 35. perutě (start ze základny Kinloss) se jeden vrátil předčasně pro závadu na motoru, ostatní se vydaly na téměř 1300 mil dlouhou cestu. Let trval kolem 8 až 8,5 hodin. Při dosažení cíle však nízko ležící oblačnost a mlha zabránily nalezení Tirpitze i dalších lodí, proto bylo bombardování prováděno téměř naslepo, resp. na cíle, které byly momentálně viditelné. Tirpitz neutrpěl prakticky žádné nebo jen velmi malé poškození. Z náletu se nevrátilo 5 strojů.
V noci z 27. na 28. dubna došlo k opakování útoku podle podobného schématu. Nejprve mělo 12 Lancasterů 44. a 97. bombardovací perutě startujících ze základen Lossiemouth spolu s Halifaxy 76. perutě provést útok bombami (každé letadlo neslo kolem 2000 kg pum) z výšky cca 2000 m, poté měly Halifaxy 10. a 35. perutě provést shoz (cca 500kg) min z minimální výšky 50 m podél boků Tirpitze. Halifaxy měly vzlétnout ze stejných základen jako při předchozím náletu. V případě, že nebude možno lokalizovat přesně Tirpitze zněl rozkaz bombardovat další německé lodi – Admiral Scheer, Prinz Eugen a Admiral Hipper, nacházejících se asi ve 2 míle vzdáleném Lofjordu.

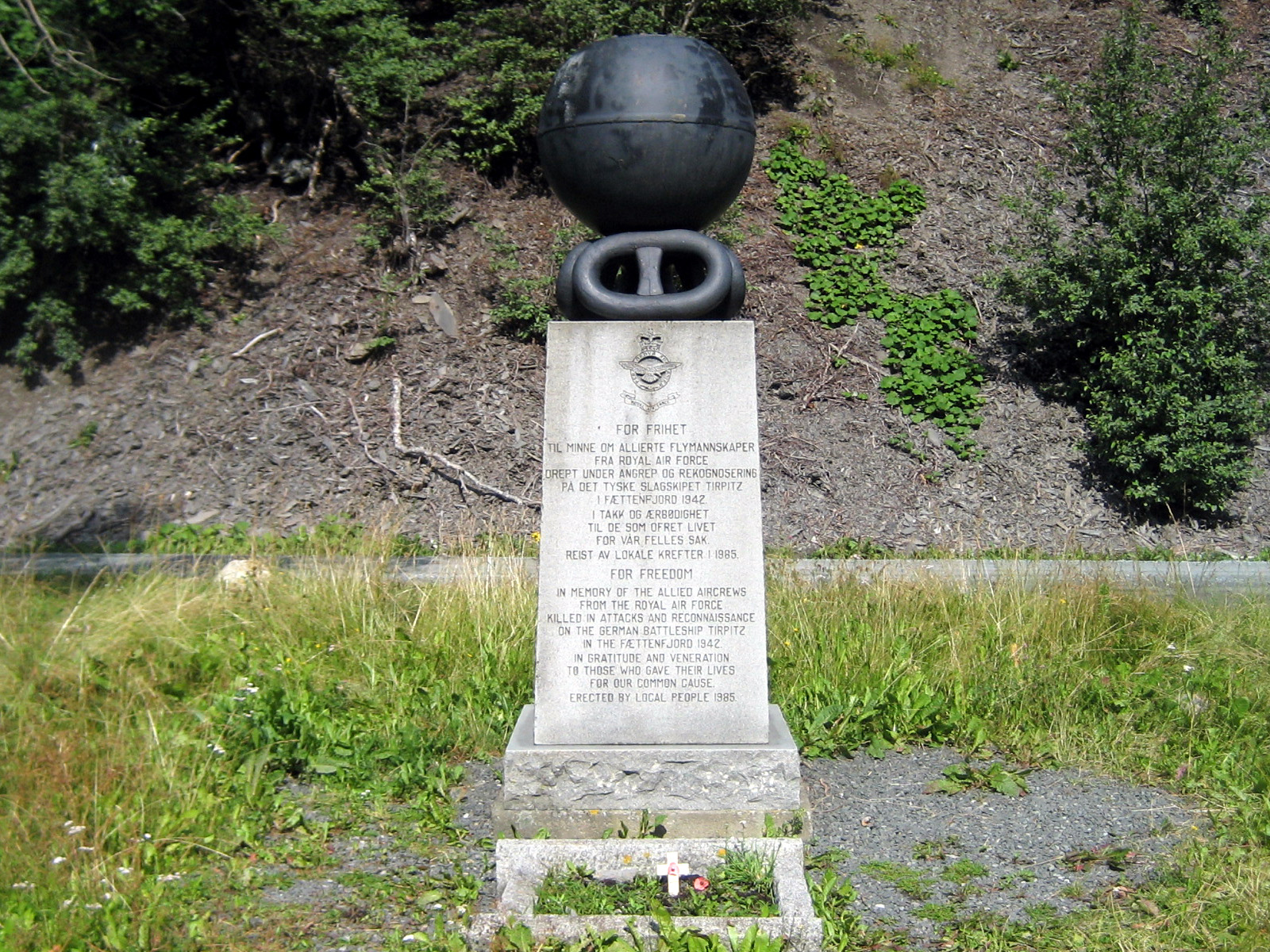
Válečný pomník sestřeleným letcům z letadel útočících na Tirpitze. Pomník byl vytvořen z článků kotevního řetězu Tirpitze na kterém spočívá jedna z dochovaných min, shozených britskými letci.

První fáze náletu vyšla britským letcům dobře, Lancastery 44. perutě se objevily nad cílem chvilku po půlnoci a za jasné viditelnosti zahájily útok. Němci ale uvedli do chodu zadýmovací zařízení rozmístěná ve Föttenfjordu, která zahalila okolí německé lodi do dýmu během několika minut, a další útoky pak již probíhaly opět jako bombardování naslepo. Kvůli nízké letové výšce při shozu min navíc byla řada letadel zasažena – nejen zespodu ale i z boku. Tirpitz tedy nakonec zasažen nebyl. Ze 43 strojů startujících z britských základen se 1 Lancaster a 2 Halifaxy vrátily předčasně pro technické závady a po provedeném náletu se na základny nevrátilo dalších 5 strojů, mezi jinými též stroj velitele 10. perutě Benetta, kterému se však po dnech skrývání v norské zimě podařilo s dalším letcem uniknout Němcům a dostat se až do Švédska a odtamtud zpět do Anglie.
Po předcházejícím náletu se Britové pokusili využít momentu překvapení a zaútočit znovu hned další noc, z 28. na 29. dubna. Z vyhodnocení náletu z předchozího dne vyšlo najevo, že mezi oběma fázemi útoku bylo příliš velké „časové okno“, díky čemuž Němci stihli okolí německé lodi úspěšně zadýmovat. Proto bylo rozhodnuto o změně časového schématu – Lancastery 44. a 97. perutě spolu s Halifaxy 76. perutě měly zaútočit v 0:30 a již po desetiminutovém bombardování měly nastoupit Halifaxy s minami již v 0:41.

Bombardéry k provedení útoku startovaly znovu za bezmračné noci z různých základen v severním Skotsku, celkem odstartovalo 34 letadel (23 Halifaxů a 11 Lancasterů). Němci však tentokrát byli varováni včas již před příletem letadel, a proto zahalili kotviště Tirpitze a okolní prostor dýmem z větším předstihem. Bombardéry v první fázi proto bombardovaly ostatní německé lodi v Lofjordu, okolní protiletadlové baterie, popř. vzletové dráhy v okolí. Druhá fáze útoku prováděná 14 Halifaxy opět nepřinesla žádné výsledky, 2 z nich (ze 35. perutě) se pak na základny zpět nevrátily, sestřeleny německou palbou.

### Operace Rösselsprung

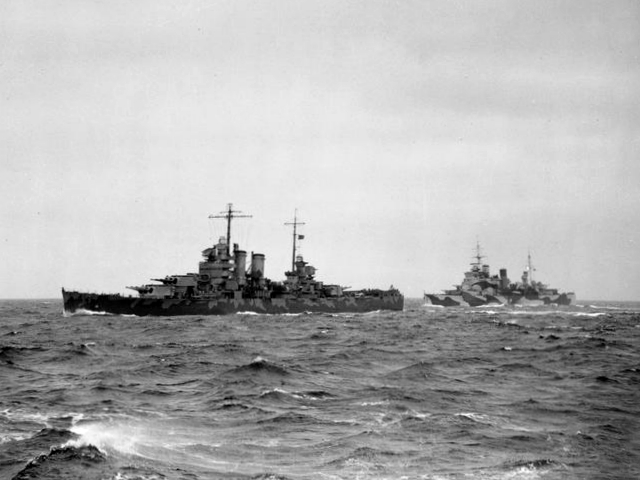
Křižníky HMS London a USS Wichita ve svazu přímého krytí konvoje PQ 17

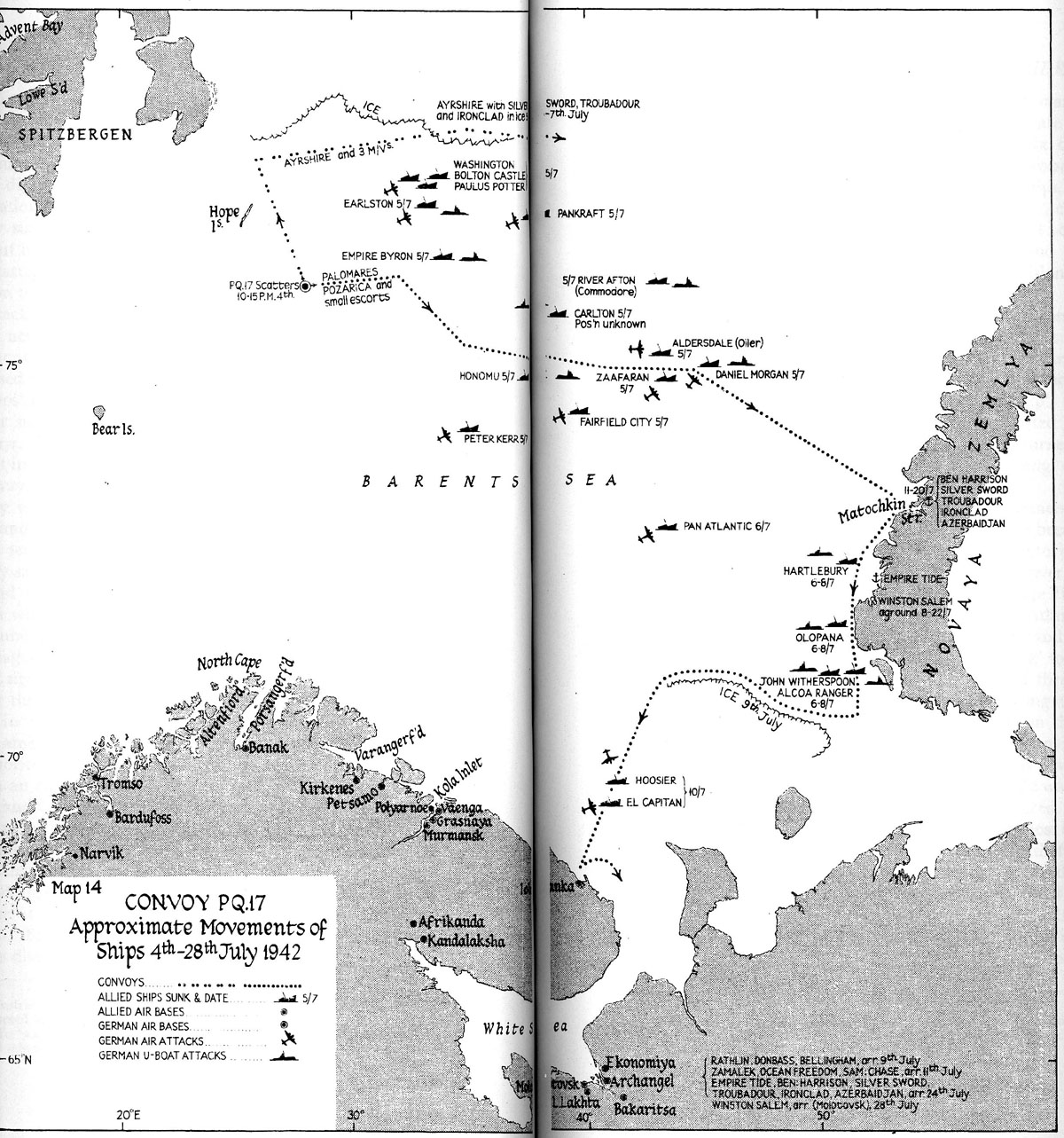
Tragický osud lodí konvoje PQ 17 po jeho rozptýlení dne 4. července večer

Akce Tirpitze a doprovodných torpédoborců v březnu 1942 spotřebovaly kolem 8230 tun paliva, což značně omezilo operace německých válečných lodí v Norsku. Němcům pak trvalo téměř 3 měsíce, než palivo doplnili do původní výše před operací Sportpalast. Konvoj PQ 17, který vyplul z Islandu 27. června se stal dalším konvojem, na který se měl Tirpitz i zbytek německých lodí umístěných v Norsku zaměřit. Operace dostala jméno Rösselsprung (tah koněm). Měl jí velet admirál Carls a Němci, poučeni nezdarem operace Sportpalast, se tentokrát rozhodli zajistit plnou součinnost hladinových uskupení, ponorek a letectva – odeslali kapesní bitevní lodi Admiral Scheer a Lützow z Trondheimu na sever do Narviku, do Bergenu přemístili 11. ponorkovou flotilu a na letiště Bardufoss mezi Narvikem a Tromsø a letiště Banak poblíž Severního mysu se přesunulo celkem 300 letadel 5. letecké flotily.

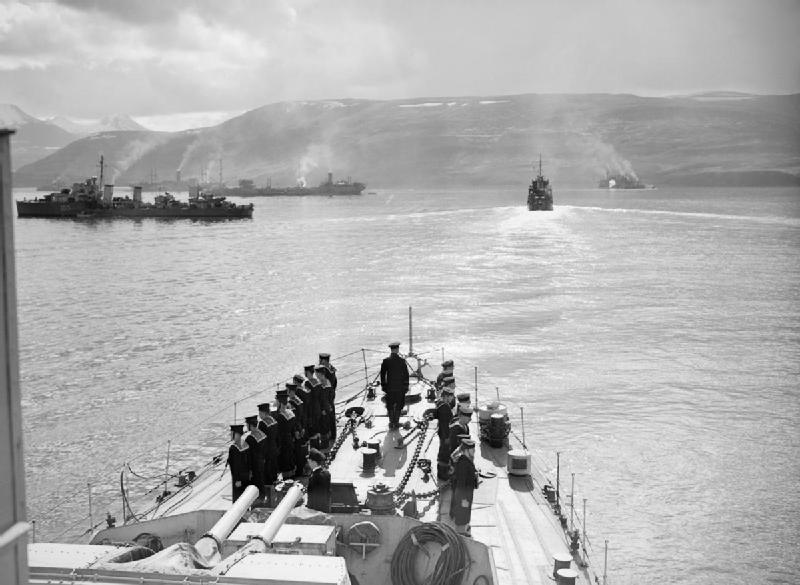
Konvoj PQ 17 v době jeho formování před vyplutím z Hvalfjordu na Islandu koncem května 1942

Vlastní operace proti konvoji pak měla probíhat tak, že zatímco Tirpitz a Admiral Hipper se šesti torpédoborci budou z jižního směru bojovat s eskortou konvoje, Admiral Scheer a Lützow s dalšími šesti torpédoborci budou od severu potápět obchodní lodi konvoje a akce proběhne tak rychle, aby britské loďstvo nebylo schopno přisunout větší síly. Pro ukolébání britské pozornosti ponechali také Němci bez povšimnutí vracející se konvoj QP 13. Je však otázkou do jaké míry mohl být tento plán životaschopný při nutnosti koordinovat obě skupiny lodí vyplouvajících ze stovky kilometrů vzdálených míst při nutnosti zachovávat rádiový klid, aby nebyli Britové o hrozbě informováni – na jeho realizaci však nakonec nedošlo.
Britové o zvyšování německých sil v oblasti věděli a v britském velení probíhala diskuse o tom, jak těmto novým hrozbám čelit. Admiralita zamítla návrh admirále Toveye obrátit konvoj PQ 17 k západu a tím ho zavést do bezpečnějších vod, aby byli případní němečtí hladinoví útočníci buďto přinuceni ke střetnutí s britskými těžkými loděmi, nebo museli díky vyčerpání paliva zvolit návrat na základnu. Namísto toho vypravila k břehům Norska fingovaný konvoj, který měl předstírat snahu o vylodění v Norsku a tím na sebe soustředit pozornost Němců. Přestože se tento fingovaný konvoj několikrát přiblížil značně k norskému pobřeží, německý průzkum ho vůbec nezaznamenal a operace tak skutečnému konvoji v ničem nepomohla.
Konvoj PQ 17 patřil k největším arktickým konvojům za II. světové války. Skládal se z 34 obchodních lodí (22 z nich bylo amerických) dále pak ze 3 záchranných plavidel, 1 cisternové lodi pro potřeby doprovodu a ochrany tvořené 6 torpédoborci, 11 korvetami, 3 minolovkami, 4 trawlery, 2 protiletadlových lodí a 2 ponorek
K přímému krytí konvoje spojenci dále vyčlenili svaz pod velením kontradmirála Dalrymple-Hamiltona složený z těžkých křižníků britského loďstva London a Norfolk a amerických Wichita a Tuscaloosa a tří torpédoborců. Svaz se pohyboval severně od konvoje a Němci se o něm dozvěděli 3. července, když ji 60 km od ostrova Jan Mayen zpozorovala ponorka U 255, samotný konvoj zpozorovalo německé letadlo již 1. července.
Nepřímé krytí zajišťoval svaz těžkých lodí pod velením admirála Toveye na bitevní lodi Duke of York, svaz dále tvořila americká bitevní loď Washington, letadlová loď Victorious, britské křižníky těžký Cumberland a lehký Nigeria a 10 torpédoborců. Ke svazu se později připojil i lehký křižník HMS Manchester.
Britové měli o německých lodích jediné informace z 2. července, kdy Tirpitz a další lodi vypluly z Trondheimu a směřovaly do Altenfjordu (jde o starší název, užívaný zejména britskými historiky poloviny 20. století, rovněž Altafjord, norsky pak Altafjorden), odkud měly podle představ německého velení zahájit akci proti konvoji – Britové ale o jeho cílové destinaci nic nevěděli a obávali se, že vyrazil na konvoj přímo. Ten den také na konvoj zaútočila první smečka německých ponorek a v dalších dvou dnech byly na konvoj prováděny nálety německými dálkovými bombardéry. Nejistota Britů vyvrcholila 4. července večer, kdy ve 21:11 přišel křižníkové eskadře kontradmirála Darlymple-Hamiltona přímý rozkaz prvního námořního lorda sira Dudleye Pounda, aby se křižníky od konvoje stáhly, konvoj se rozptýlil a každá z lodí se pokusila dosáhnout severoruských přístavů na vlastní pěst. Hlavní oficiální odůvodnění spočívalo v tom, že s největší pravděpodobností ke konvoji směřuje svaz vedený Tirpitzem a nelze očekávat, že by ho 4 křižníky uhájily. Ve skutečnosti se pravděpodobně Britové především obávali možného pokusu Tirpitze o proniknutí do Atlantiku podobně jako tomu bylo v případě Bismarcka a proto stáhli Toveyovy těžké lodi k ochraně průjezdů do Atlantiku. Po tomto tragickém rozhodnutí, které mělo velký negativní mezinárodní ohlas, se do ruských přístavů dostalo pouze 10 lodí a vyloženo bylo jen 70 000 tun nákladu, zatímco 24 lodí a 200 000 tun nákladu bylo potopeno převážně německými ponorkami. Zároveň osud konvoje vedl k pozastavení vypravování arktických konvojů až do konce září 1942.
Ironií osudu se stalo, že německé svazy proti konvoji nakonec buďto vůbec nevypluly a nebo se záhy obrátily zpět do přístavů. Lützow a 3 torpédoborce se musely vrátit pro poškození v důsledku najetí na nezmapovanou skálu a svaz vedený Tirpitzem se v Altenfjordu zdržel čekáním na Hitlerovo svolení k vyplutí, takže lodě opustily fjord teprve 5. července po poledni s podmínkou, že se Tirpitz nebude vystavovat zbytečnému riziku. Již v 5 hodin odpoledne se ale svaz s Tirpitzem obrátil zpět k plavbě do přístavu – tento vývoj způsobilo několik událostí. Na Tirpitzi zachytili hlášení neznámé ponorky oznamující polohu lodi, na můstek došla nesprávná zpráva z velitelství letectva o přítomnosti silného svazu bitevních a letadlových lodí na severu, Němci pravděpodobně také již měli nějaké zprávy o rozpuštění konvoje a nakonec také na Tirpitz zaútočila i sovětská ponorka K-21 pravděpodobně čtyřmi torpédy. Velitel ponorky kapitán Lunin oznámil dva zásahy, Němci poškození lodi popírali, přestože Tirpitz odeplul z místa bojů sníženou rychlostí do Altenfjordu a zakrátko zpět do Trondheimu kde podle zdroje v docích na opravě zůstal od 8. července do 6. září 1942, podle jiných zdrojů (viz následující obrázek) se ještě v srpnu nacházel nedaleko Narviku.

### Generální oprava lodi

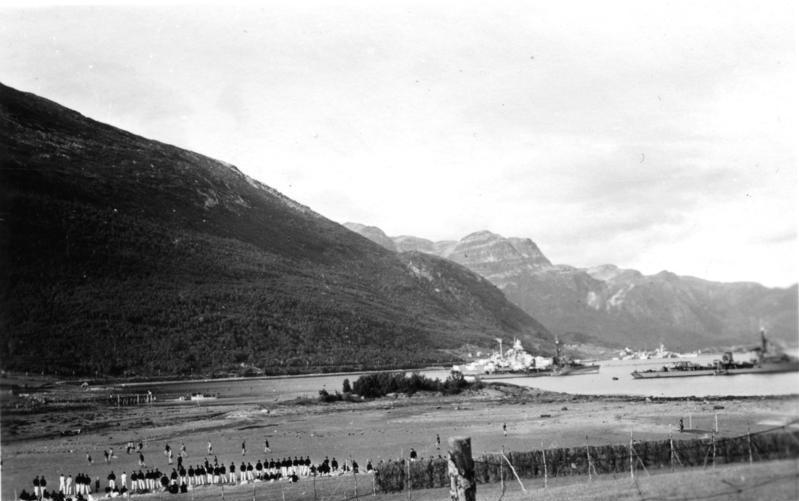
Tirpitz a Admiral Hipper v Ofotfjordu u městečka Bogen nedaleko Narviku

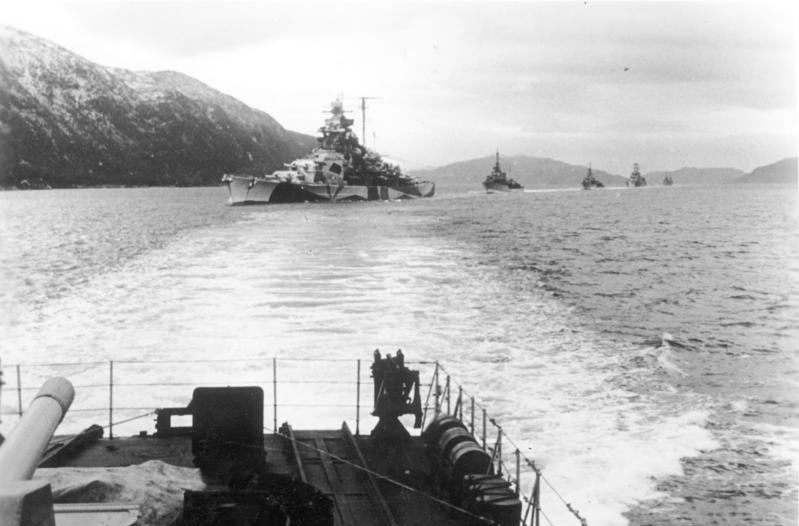
Tirpitz, eskortovaný torpédoborci u norského pobřeží v říjnu 1942

Po dokončení oprav z operace Rösselsprung Němci přesunuli Tirpitze pravděpodobně začátkem října do Ofotfjordu poblíž Narviku, odkud loď mohla efektivněji zasáhnout proti arktickým konvojům spojenců. K vyplutí lodi do boje však nedošlo nejen v září z Trondheimu ale ani v první polovině října z Bogenfjordu (Ofotfjordu). V té době již Tirpitz začal potřebovat generální opravu, ale protože Hitler nedovolil nebezpečný přesun lodi do domácích loděnic, bylo naplánováno opravy provést v Trondheimu. Dne 23. října proto loď opustila Bogenfjord a vrátila se do Fættenfjordu nedaleko Trondheimu. Obrana toho kotviště byla posílena, byly instalovány nové palposty protiletadlové ochrany a kolem lodi byly položeny dvojité protitorpédové sítě. Opravy byly rozčleněny do fází, mezi kterými měla být loď schopna v relativně krátkém čase vyplout v případě potřeby na moře a výpadek možného operačního nasazení lodi po celou dobu oprav se tak minimalizoval.
Během jedné z fází oprav byl kolem zádi lodi byl vybudován keson aby bylo možno vyměnit lodní kormidla. Během oprav se Britové pokusili v rámci operace Titul (viz níže) neúspěšně zaútočit.
Opravy byly ukončeny 28. prosince a Tirpitz zahájil plavební zkoušky. Střelecké zkoušky proběhly 4. ledna 1943 v Trondheimfjordu.

### Operace Title
Operace Title (česky Titul) byla dalším pokusem Britů o potopení nebo alespoň poškození německé lodi. Při tomto pokusu měla být nasazena řiditelná torpéda Chariot – torpéda pilotována žabími muži, kteří se měli být schopni pod vodou prostříhat protiponorkovými sítěmi, obklopujícími Tirpitze v jeho kotvišti během oprav a připlout s torpédy až pod trup bitevní lodě. Zde měli potápěči hlavice torpéd (každá s více než 300 kg výbušniny) umístit a později časovacím zařízením odpálit. Charioty měl do Trondheimfjordu dopravit jeden z norských rybářských člunů, které každý den vyplouvaly na moře a jejichž pohyb Němci nebyli schopni uhlídat, a tak byly tyto lodě schopny převážet tam i zpět personál a materiál pro odbojovou činnost hnutí norského odporu. V určitých fázích války šlo o tak intenzivní činnost, že se jí začalo podle častého cíle takových lodí (souostroví Shetlandy) přezdívat Shetlandský autobus. Pro účel přepravení chariotů byl proto vybrán rybářský člun Arthur pod velením kapitána Leifa Larsena. Na lodi byli 4 muži posádky a konečný útok mělo provést 6 potápěčů (v konečné fázi útoku každý chariot obsluhovali 2 muži). Po provedení útoku měl být člun potopen a všichni muži měli za pomoci pracovníků hnutí odporu přejít hranice do neutrálního Švédska.

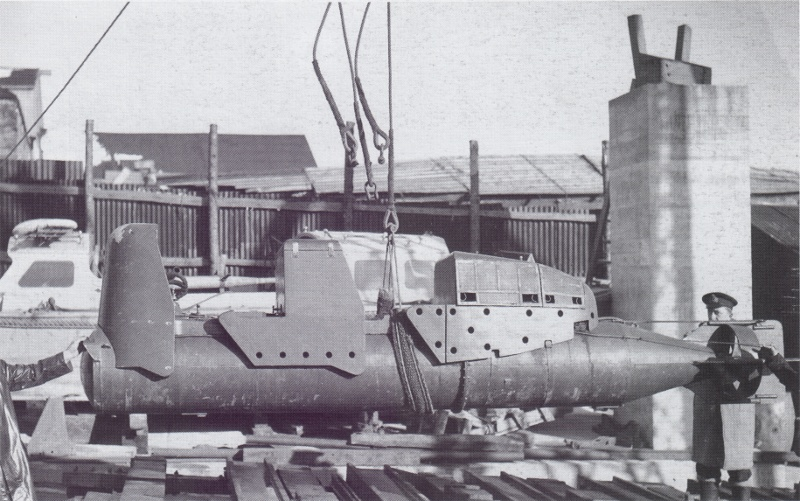
Chariot bez hlavice s náloží na přídi

Poté, co byla akce úspěšně vyzkoušena na základně Home Fleet ve Scapa Flow, kde roli Tirpitze zastávala bitevní loď Rodney a nic tak provedení nestálo v cestě – začátek operace byl naplánován na 10. října. Když ale Tirpitz Trondheim opustil a přesunul se na sever, musela být operace odvolána a nebylo jasné, zdali nebude natrvalo zrušena. Až po návratu německé bitevní lodi na své předchozí kotviště bylo jasno. Dne 25. října vydal vrchní velitel britského ponorkového loďstva admirál Horton rozkaz k zahájení akce a o den později tak Arthur vyrazil ze Shetland. Nedaleko Trondheimfjordu se po určitých obtížích podařilo dostat oba charioty do vody, ukotvit na vlečná lana a doplout kolem 10 hodiny 29. října až k ústí Trondheimfjordu. Potápěči zaujali svá místa v zamaskovaných úkrytech, loď úspěšně prošla kontrolou německé hlídky ve fjordu jako loď přivážející do Trondheimu náklad rašeliny a vydala se na pomalou plavbu dlouhým fjordem. Mezitím se ale na moři změnilo počasí a rozpoutala se bouře, jejíž vlnobití doléhalo až do fjordu, což nakonec způsobilo utržení obou torpéd z vlečných lan a jejich ztracení v hlubinách fjordu. Operace Titul tedy pouhých 5 mil od cíle neuspěla.

### Operace Zitronella

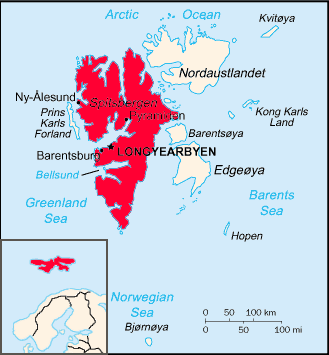
Mapa Špicberků

Dne 31. prosince 1942 došlo k bitvě v Barentsově moři, kde došlo k neslavnému střetnutí mezi německým svazem pod velením admirála Kummetze s ochranou konvoje JW 51B ve kterém Britové zahnali na útěk mnohem silnějšího nepřítele. Po tomto střetnutí, které vyvolalo konflikt mezi Hitlerem a velitelem Kriegsmarine velkoadmirálem Raederem dosavadní velitel německého námořnictva rezignoval a na jeho místo byl jmenován dosavadní velitel ponorkové zbraně admirál Dönitz. Ten rozhodl, že v severních vodách má být vytvořen silný akceschopný svaz schopný napadat nejen konvoje, ale pružně zasahovat všude, kde to budou německé zájmy na severu Evropy vyžadovat.
Mezitím Tirpitz po dokončení generální opravy a znovuuvedení do služby dostal i nového velitele – kapitán Topp byl 21. února povýšen na kontradmirála a na jeho pozici byl jmenován kapitán Hans Meyer; o 5 dní později bylo s konečnou platností rozhodnuto, že Tirpitze posílí bitevní křižník Scharnhorst. Zároveň došlo k přesunu Tirpitze z Trondheimu na sever, kde bude blíže konvojovým trasám a zároveň dále od leteckých základen na Britských ostrovech. Dne 15. března opustil Trondheim a přesunul se do Narviku a po 14 dnech do Altenfjordu. Scharnhorst se do norských vod přesunul v březnu, připojil se k Tirpitzi a velitelem nového uskupení složeného z obou lodí a doprovodných torpédoborců byl jmenován viceadmirál Oskar Kummetz.
Protože v létě spojenci vypravování konvojů pozastavili a Němci neměli příležitost součinnost lodí vyzkoušet v bojové akci, nařídil admirál Dönitz provedení útoku na spojeneckou základnu na Špicberkách, který dostal název operace Zitronella (jinak též Sizilien) tentokrát pod velením admirála Friedricha Hüffmeiera. Na ostrovech byla umístěna britská meteorologická stanice a základna pro doplňování paliva. Stanice na Špicberkách byla chráněna pouze 152 muži norské exilové armády, kteří obsluhovali dva staré 75mm kanóny.
Obě německé těžké lodi, doprovázené 9 torpédoborci opustily přístav 6. září a o den později se pod bílou vlajkou přiblížily k ostrovům. Zdroje neuvádějí, co tímto pokusem o válečnou lest Němci sledovali, následovala ale velká kanonáda, kdy Tirpitz vystřelil 52 granátů z 380mm děl a 82 granátů ze 152mm děl. To bylo poprvé a naposledy, co loď střílela ze svých hlavních baterií na nepřátelský povrchový cíl. 8. září pak vysazené přepadové komando zajalo 74 zajatců a zničilo části pobřežní infrastruktury městečka Barentsburgu, při nájezdu celkem zahynulo 11 norských vojáků. Okolo 11:00, poté, co bylo cílů operace dosaženo, se německý svaz obrátil zpět k přístavům na norském pobřeží.

### Operace Source
Dalším pokusem Britů k neutralizování hrozby německé bitevní lodi byl útok miniponorkami, tzv. „čluny X“. První plavidlo se Britům podařilo postavit již začátkem roku 1942. Šlo o 15 m dlouhou zmenšeninu ponorek s posádkou 4 mužů bez torpéd a torpédometů, zato po každé straně trupu s náloží naplněnou 2 tunami výbušniny amatolu. Čluny X měly též přechodovou komoru, kterou mohl potápěč vystoupit do vody a v případě zachycení ponorky v protiponorkové či protitorpédové síti ponorku ze sítě jejím rozstříháním uvolnit.
Plánovaný útok, operace Source (česky Pramen), měl kromě Tirpitze zahrnout i útok na bitevní křižník Scharnhorst a kapesní bitevní loď Lützow. Ačkoliv miniponorky mohly celou cestu vykonat vlastními silami, bylo rozhodnuto je do blízkosti Altenfjordu odtáhnout velkými ponorkami aby měla posádka větší šance v konečném útoku uspět a v srpnu 1943 stanovil velitel britské ponorkové zbraně admirál C. B. Barry datum útoku na 20. září 1943. Na základnu Loch Cairnbawn ve Skotsku, kde výcvik posádek „člunů X“ probíhal, dorazilo šest ponorek britského loďstva, které byly určeny k odtažení člunů X: Thrasher pro člun X5, Truculent pro tažení člunu X6, Stubborn pro tažení X7, Sea Nymph pro člun X8, Syrtis táhnoucí člun X9 a Sceptre pro člun X10. Po nejistotě o poloze Tirpitze a Scharnhorsta během jejich nájezdu na Špicberky byl po návratu německých lodí do Altenfjordu dne 11. října vydán ponorkám rozkaz k vyplutí.

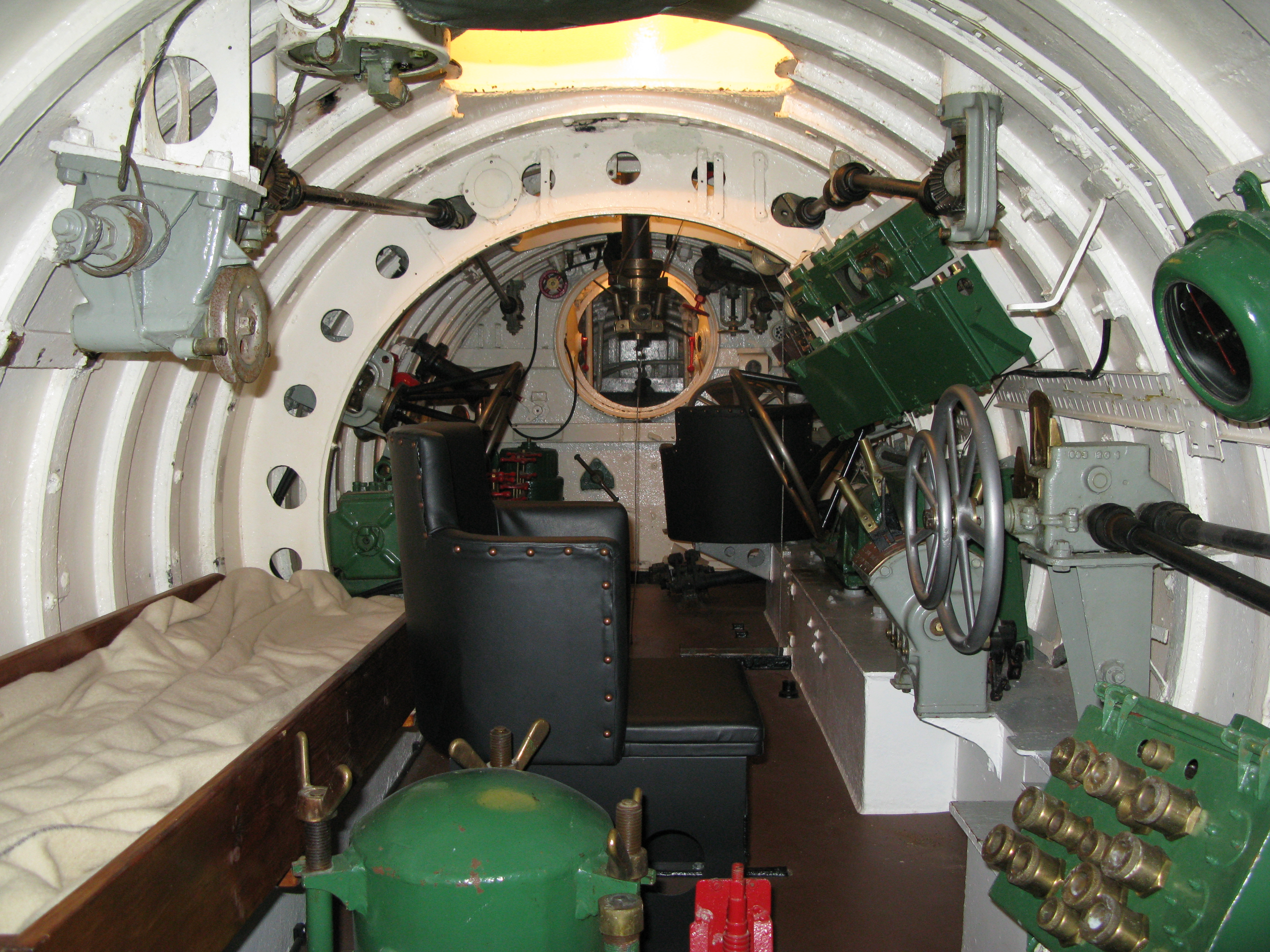
Vnitřek miniponorky „člunu X“ (snímek z dodnes dochovaného člunu X24)

Během vlečení se postupně čluny X8 a X7 utrhly od svých „mateřských“ ponorek, byly ale vždy znovu nalezeny a připojeny k vlekoucím ponorkám, následné utržení člunu X9 16. října bylo však zpozorováno pozdě a člun i s přepravní posádkou byl ztracen v moři. Dne 17. října začala voda pronikat do náloží člunu X8 a po jejich odhození došlo k jejich předčasné detonaci, díky čemuž musel být člun X8 potopen, tentokráte bez ztrát na životech. 19. září večer se zbývající 4 dvojice ponorek přiblížily k Altenfjordu, došlo k vystřídání tříčlenných přepravních posádek za čtyřčlenné operační a o 24 hodin později, 20. září, se miniponorky vydaly do Altenfjordu ke kotvišti Tirpitze. Původně plánované útoky na další německé těžké lodi se nemohly uskutečnit – Scharnhorst odplul na cvičné střelby a Lützow se vrátil do Německa k opravám motorů. Pro konečný útok člunů X na Tirpitze (odpálení položených náloží) bylo stanoveno datum časně ráno 22. října. Před útokem se měly ještě miniponorky v Altenfjordu setkat aby mohl útok proběhnout synchronizovaně.

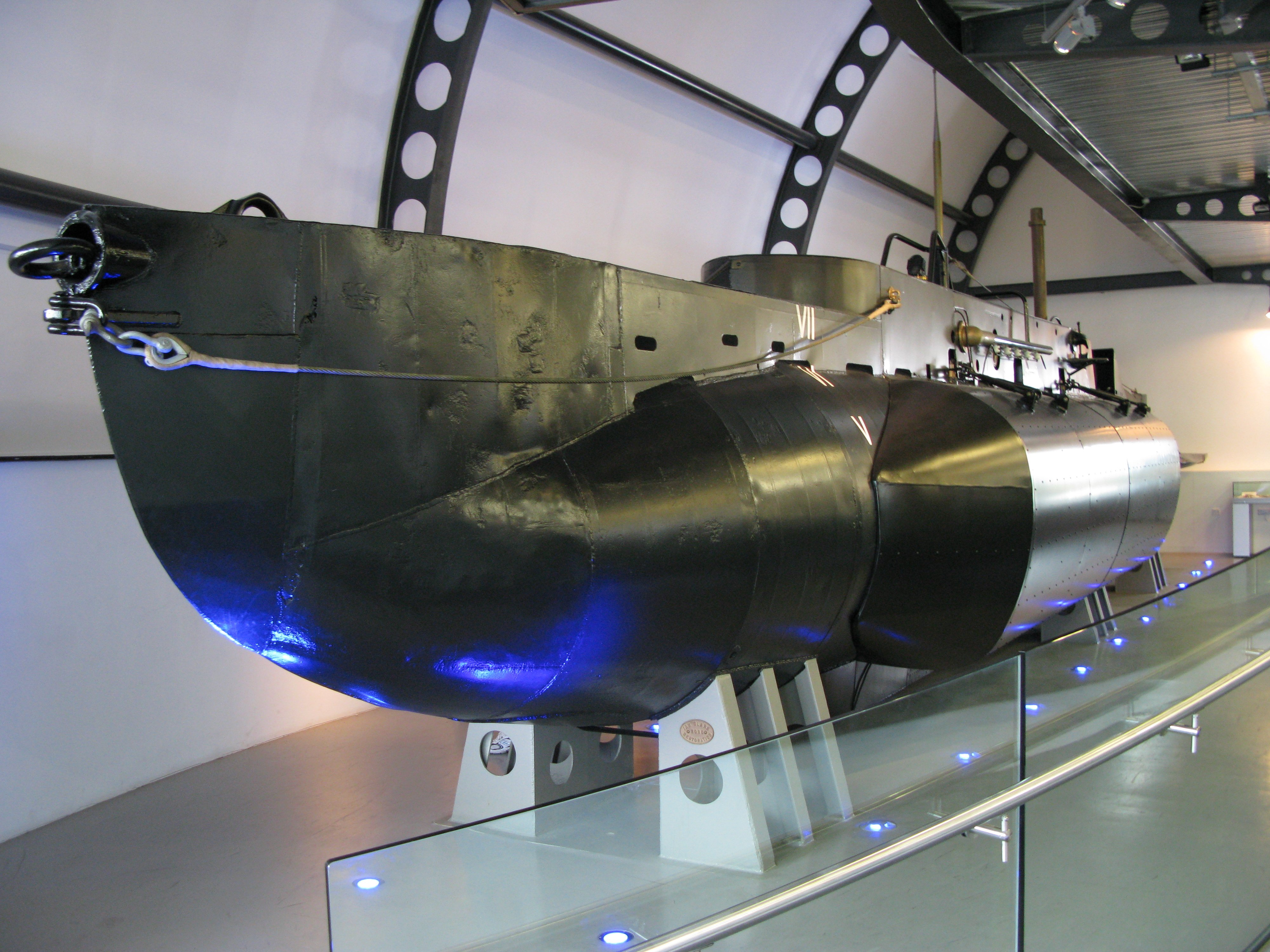
„Člun X“ zvenčí – na boku je vidět podlouhlá nálož připevněná k ponorce

Průběh útoku na Tirpitze a další osudy jednotlivých miniponorek byly následující:
Člun X10 se ke kotvišti Tirpitze nedostal a 22. října, když uslyšela posádka vzdálené exploze náloží z ostatních miniponorek, tak odhodila nyní již nepotřebné nálože. Poté následovalo dlouhé bloudění podél norského pobřeží až 28. října narazila na stále ještě čekající ponorku Stubborn, nastoupila přepravní posádka a obě ponorky se vydaly na základnu. V průběhu plavby však musel být člun X10 kvůli vzrůstajícímu počtu závad a pronikání vody potopen.

Člun X7 pod velením poručíka Godfreye Place se nestihl ve stanoveném čase dostat na shromaždiště a proto se jeho velitel rozhodl zaútočit samostatně. Ponorka se několikrát zapletla do protiponorkových sítí, ale se štěstím vyvázla a přesto, že postupně přestávala fungovat důležitá zařízení, podařilo se jí Tirpitze najít a nálože pod něj položit. Na zpáteční cestě pak člun nad hladinu vymrštily exploze náloží pod Tirpitzem a i když její vynoření nikdo zprvu nezpozoroval a podařilo se jí znovu ponořit, plavidlo bylo již neovladatelné, proto se námořníci rozhodli vynořit a vzdát. Němci po vynoření začali na miniponorku střílet a nakonec se z ponorky zachránil jen velitel a jeden muž posádky

Člun X6 pod velením poručíka Camerona vyrazil k cíli s malým předstihem a poté, co na dohodnutém shromaždišti ani po stanoveném čase setkání žádný z ostatních člunů nedorazil, rozhodl se pro samostatný útok. Člun se pohybem ve stopě proplouvající německé lodě dostal přes protiponorkové sítě, pak se ale miniponorka díky poškozenému periskopu vychýlila z kursu a najela na břeh. Šokovaní Němci nebyli schopni hned reagovat a tak se miniponorce podařilo dostat až k Tirpitzi a nálože tam položit. Všem mužům posádky se pak podařilo ponorku opustit.
Člun X5 se pravděpodobně zdržel a neočekávaně se pak z neznámých příčin vynořil před protiponorkovými sítěmi po explozi náloží položených ostatními čluny pod Tirpitzem, byl zpozorován německým torpédoborcem a okamžitě rozstřílen, nikdo z posádky se nezachránil.
Exploze náloží v 8:12 způsobila německé lodi značné poškození, první vybuchla nedaleko dělové věže C a druhá na levoboku cca 45–55 metrů před přídí. Došlo k protržení nádrže na palivo, poškozen trup lodi, na spodku lodi došlo v oblasti přídě ke značným změnám tvaru trupu a přepážky v dvojitém dnu lodi byly značně deformovány. Do lodi proniklo asi 1430 tun (podle jiných zdrojů kolem 800 tun) vody do oblasti palivových nádrží a prázdných prostor v dvojitém dnu lodi na levoboku, což způsobilo náklon lodi o cca 1–2 stupně a muselo být vyrovnáno zaplavením komor na pravoboku. Proniknutí vody poničilo všechny turbogenerátory v generátorové místnosti 2 a všechny turbogenerátory až na jeden v generátorové místnosti č. 1 byly vyřazeny z provozu díky poškození trubek s přívodem páry a kabeláže. Dělová věž D byla posunuta ze svého uložení což způsobilo její nehybnost (jiné zdroje uvádějí naopak posunutí věží A a C) což byl dosti významný problém, protože se v Norsku nenacházel plovoucí jeřáb s dostatečnou nosností, který by mohl věž zvednout a znovu umístit na ložiska otáčecího mechanismu. Podle jiných zdrojů byla také z uložení vyhozena jedna z turbín. Oba hydroplány bitevní lodi Arado Ar 196 byly při výbuchu vymrštěny a zcela zničeny. Asi nejhorším problémem bylo však zdeformování trupu lodi, které nebylo možno opravit a nutně se muselo projevit na její rychlosti.
Opravy byly prováděny dílenskou lodí Neumark (šlo o přestavěný pomocný křižník Widder); historikové Robert Garzke a Robert Dulin poznamenávají, že úspěšné úsilí na opravách lodi bylo „jedním z nejpozoruhodnějších výkonů námořního inženýrství během druhé světové války“. Opravy trvaly po celý rok 1943 až do jara roku 1944. V jejich průběhu byl na Tirpitze v noci z 10. na 11. února 1944 podniknut nálet sovětských letadel, ale ani jedna z 1000kg bomb Tirpitze nezasáhla.

Na 15. března kapitán Meyer stanovil první zkušební plavbu, při které se zjistilo, že je Tirpitz stále ještě schopen plout rychlostí 27 uzlů a jeho palebná kapacita byla zcela obnovena. Opravy a zkoušky pak pokračovaly až do 3. dubna, kdy došlo k dalšímu náletu britských letadel.

### Operace Tungsten

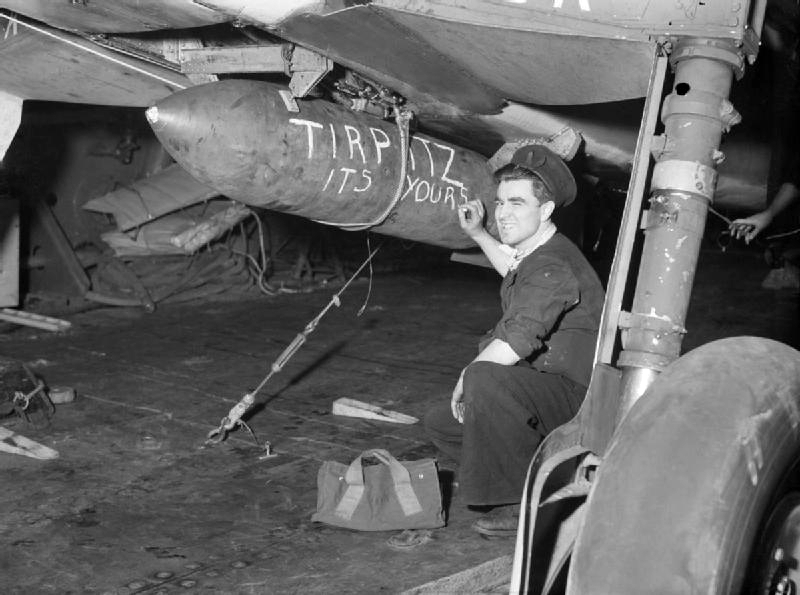
Vzkaz Tirpitzi, to je Tvé na bombě upevněné na bombardéru Barracuda na palubě Furious nedlouho před útokem (snímek z 3. dubna 1944)

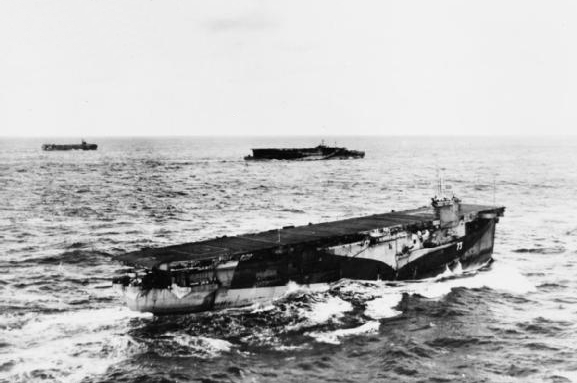
Eskortní letadlová loď Pursuer ve svazu admirála Frasera, plujícím k útoku na Tirpitze z 31. března 1944. V pozadí je vidět letadlová loď Furious a další eskortní letadlová loď

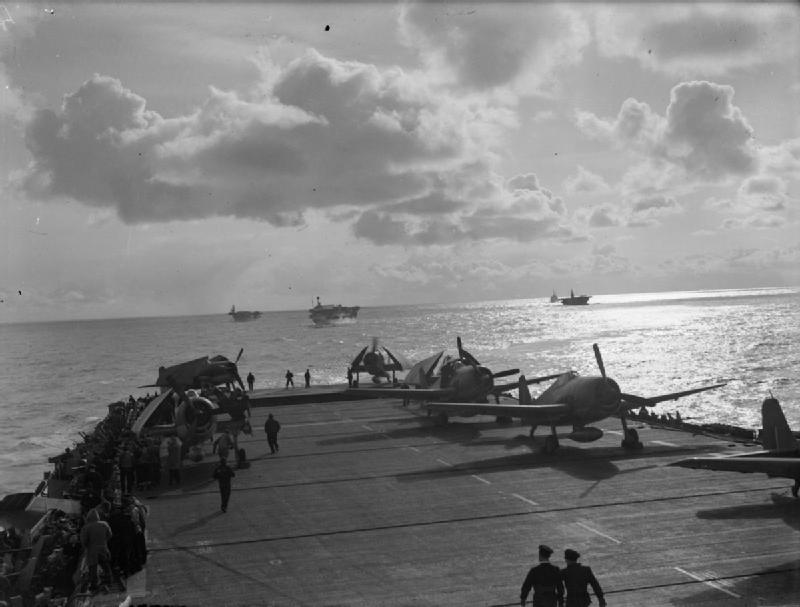
Stíhačky Hellcat na palubě eskortní letadlové lodi Emperor vracející se z útoku na Tirpitze (snímek ze dne 4. dubna 1944, v pozadí letadlová loď Furious – nejblíže, dále v pozadí eskortní letadlové lodi Searcher a Pursuer a lehký křižník Jamaica)

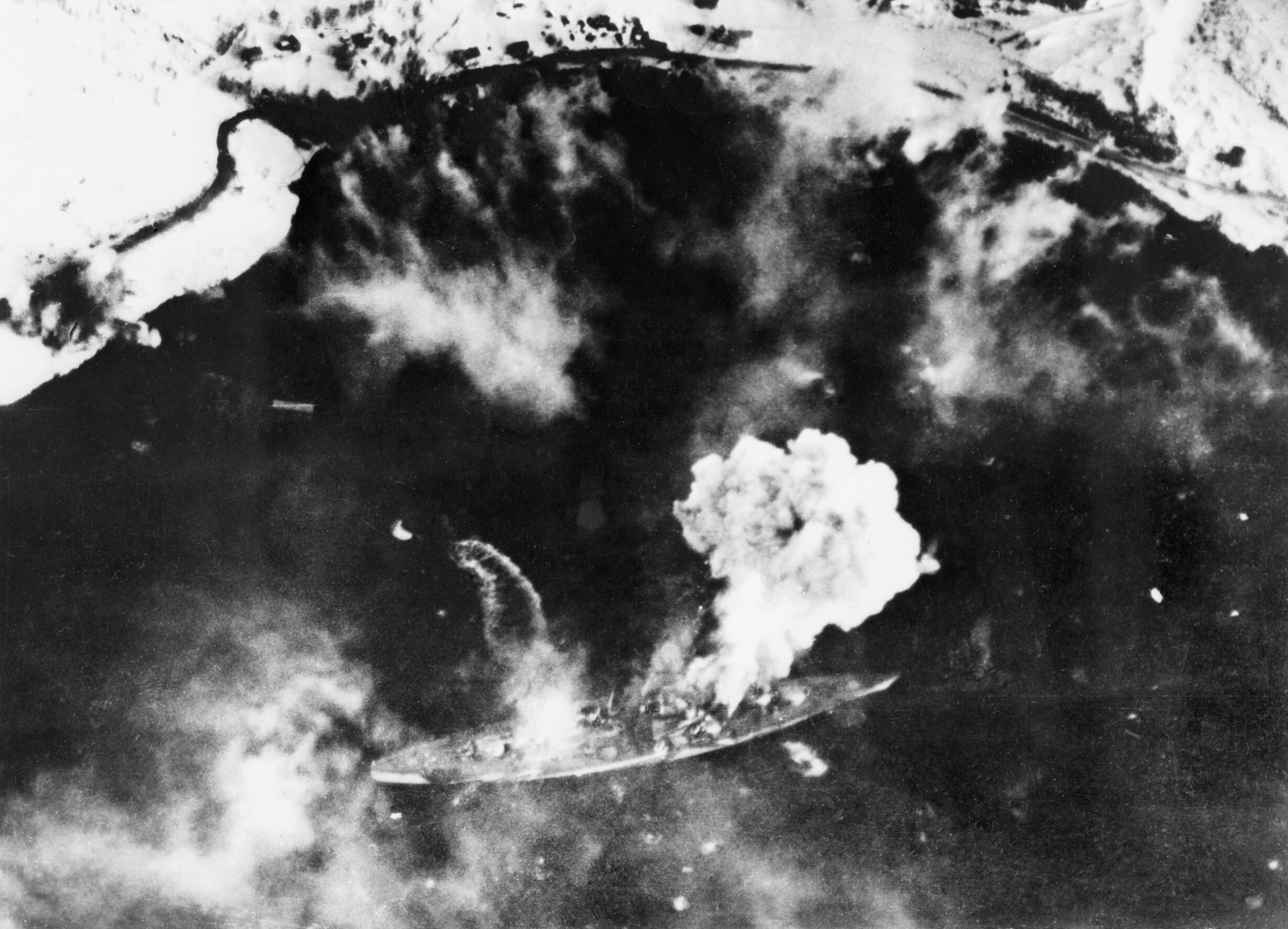
Tirpitz během útoku z britských letadlových lodí dne 3. dubna 1944

Britové si, po zjištění faktu, že Neumark v březnu opustil kotviště Tirpitze, si byli vědomi, že se Tirpitz nachází v téměř bojeschopném stavu. Protože koncem března 1944 vyplul ze Skotska konvoj JW 58, rozhodl se velitel Home Fleet admirál Fraser spojit jeho ochranu s napadením německé lodi.
V rámce operace Tungsten (česky Wolfram) tak vyplul k norským vodám s Victorious a další letadlovou lodí Furious – obě se 42 bombardéry typu Barracuda doprovázené eskortními letadlovými loděmi Emperor, Fencer, Pursuer a Searcher. Útok byl původně naplánován na 4. duben 1944, ale byl o den uspíšen poté, co Britové za použití Enigmy zjistili, že Tirpitz má v 05:29 dne 3. dubna začít s plavebními zkouškami.
Pro útok bylo určeno 42 bombardérů typu Barracuda, 10 neslo protipancéřové 800kg pumy, 22 protipancéřové 250kg pumy, zbytek byl vybaven tříštivými bombami. Eskortu zajišťovalo celkem 51 stíhaček – 10 Wildcatů, 20 Hellcatů a 21 Corsairů, rozdělených do dvou útočných vln.
První vlna, sestávající z 21 Barracud a doprovodných stíhaček opustila palubu Victorious ve 4:15 ráno a na Tirpitze zaútočila v minutu trvajícím náletu v 5:29, druhá vlna, která odstartovala z Victorious v 5:30 ráno sestávající kromě doprovodných stíhaček z 19 Barracud (celkový počet 21 byl snížen o stroj, který byl pro závadu motoru svržen přes palubu a o stroj, který se hned po startu zřítil do vln moře), dorazila nad cíl v 6:30.
Britští letci v obou vlnách zaznamenali velký úspěch poté, co zasáhli bitevní loď patnáctkrát přímo a dvěma zásahy těsně vedle lodi. Za velký úspěch mohla především neočekávanost náletu, díky níž mj. Němci neměli obsazeny protiletadlové baterie – u některých trvalo až 12–14 minut od zahájení útoku, než byly jejich osádky kompletní.
Vzdušné útoky způsobily lodi značné škody a způsobily též značné ztráty, jejichž výše se však v různých zdrojích liší. William Garzke a Robert Dulin uvádějí 122 zabitých a 316 zraněných, Hildebrand, Röhr, & Steinmetz mluví o 132 mrtvých a 270 zraněných, zatímco Hubáček uvádí 112 obětí a 320 zraněných přičemž při útoku byl také zraněn kapitán lodi Hans Meyer a byl proto vystřídán fregatním kapitánem Wolfem Jungem. Dvě z věží se sekundárními 152mm děly byly zničeny, bylo zdemolováno řada nástaveb a zničeny oba hydroplány Arado Ar 196. Řada zásahů způsobila rozsáhlé požáry, otřesy z výbuchů vyřadily z provozu pravoboční turbínu a slaná voda, použitá pro hašení požárů kontaminovala sladkou vodu používanou v kotlích. Do lodi proniklo kolem 2000 tun vody (podle jiných zdrojů cca 1000 tun) především trhlinami v trupu lodi po obou zásazích, které loď jen těsně minuly.
Dönitz vydal rozkaz aby loď byla co nejdříve opravena nehledě na náklady, navzdory tomu že pochopil, že Tirpitz nemůže být nasazen do hladinového střetnutí z důvodu chybějícího zabezpečení stíhačkami. Opravy začaly ve velké míře začátkem května, přičemž torpédoborce musely převážet pro jejich zahájení zařízení a personál z Německa (přístav v Kielu) do Altafjordu. Dne 2. června byla loď opět schopna pohybu vlastní silou a koncem měsíce pak bylo možno začít provádět první střelecké zkoušky. Během oprav byla provedena i některá vylepšení – 152mm děla byla modifikována způsobem, který umožňoval i jejich použití proti letadlům a loď obdržela též speciální munici pro hlavní 380mm děla, umožňující použití primární výzbroje lodi pro vytvoření přehradné protiletadlové palby.

### Operace Planet, Brawn, Tiger Claw, Mascot a Goodwood

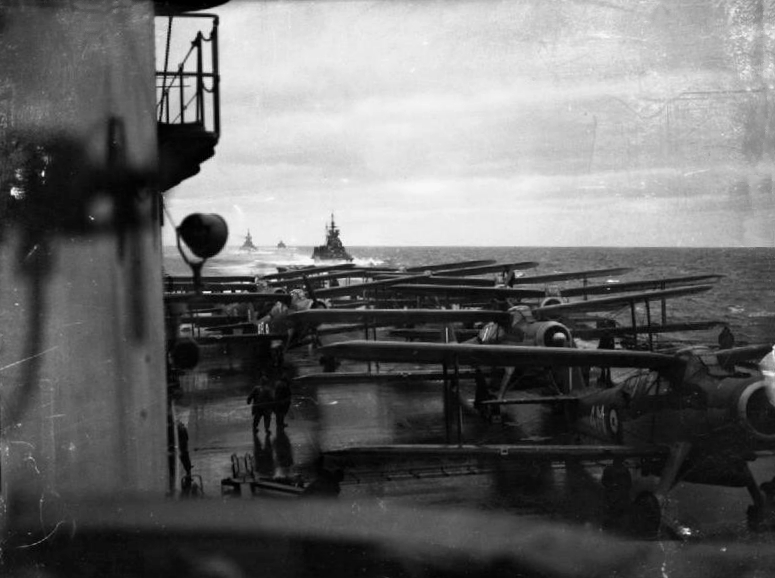
Bombardéry typu Albacore na palubě letadlové lodi Victorious, připravené ke vzletu s cílem napadnout Tirpitze

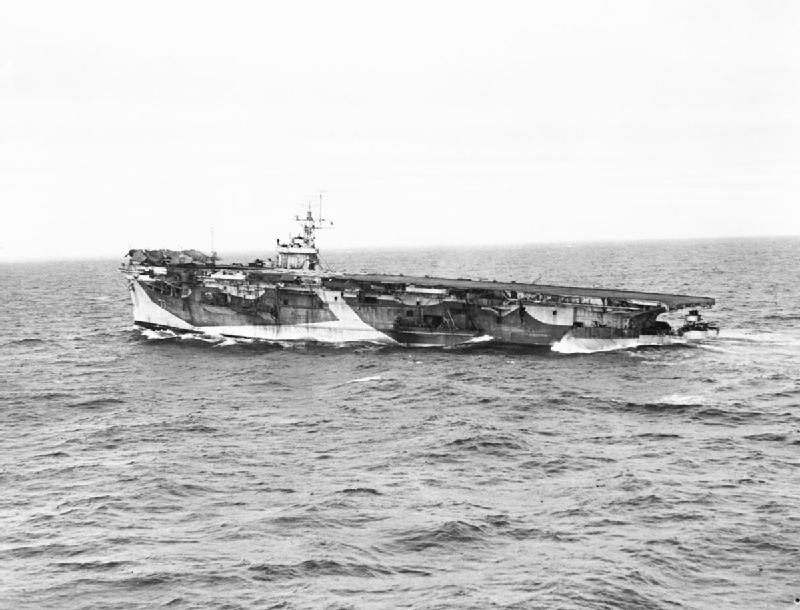
Eskortní letadlová loď Nabob mířící po svém poškození v průběhu operace Goodwood zpět do přístavu k opravám

V dalších třech měsících od operace Tungsten plánovalo britské velení provedení dalších leteckých útoků opět z palub letadlových lodí, ale špatné počasí jejich provedení mařilo až do července 1944.
Opakování operace Tungsten s kódovým označením Planet (česky Planeta) bylo plánováno na 24. dubna a byl to první z těchto odvolaných útoků.
Druhým odvolaným útokem byla operace Brawn (česky Síla) která měla být provedena 27 bombardéry doprovázenými 36 stíhačkami z palub letadlových lodí Victorious a Furious a měla se uskutečnit 15. května.
Třetí odvolanou operací byla akce s označením Tiger Claw (česky Tygří dráp) a měla se uskutečnit 28. května.
První operací po operaci Tungsten proti německé lodi, kterou nepřekazilo počasí, se stala operace Mascot (česky Talisman). Při ní se k Victorious (podle jiných zdrojů šlo o Formidable) a Furious připojila i Indefatigable a 17. července 62 bombardéry a 30 stíhačkami (podle Hubáčka šlo o 45 barracud provázených 50 stíhačkami) provedla nálet, během kterého však Tirpitz díky efektivní obraně a kouřové cloně nad přístavem nebyl zasažen.
Další nálety se uskutečnily 22. srpna v rámci operace Goodwood – prvních dvou náletů z letadlových lodí Furious, Indefatigable a Formidable a eskortních letadlových lodí Nabob a Trumpeter se zúčastnilo na 38 bombardérů a 43 doprovodných stíhačů. Útoky opět nedosáhly žádného zásahu německé lodi a 3 útočící letadla byla sestřelena. Třetí nálet následoval 24. srpna, kterých se nezúčastnila letadla z eskortních letadlových lodí. 49 bombardérů a 29 stíhaček zaútočilo na loď při útoku bylo dosaženo 2 zásahů, které ale způsobily menší škody.
Britové prováděli nálet ze tří velkých a dvou eskortních letadlových lodí celý týden, ve snaze německou obranu vyčerpat, nedosáhli však žádných znatelných úspěchů a poté, co byl Nabob torpédován, operaci ukončili a lodi stáhli zpět do přístavu. Tak skončila největší skupinová akce letadlových lodí, k jaké v evropských vodách v průběhu 2. světové války došlo.

### Operace Paravane a Obviate

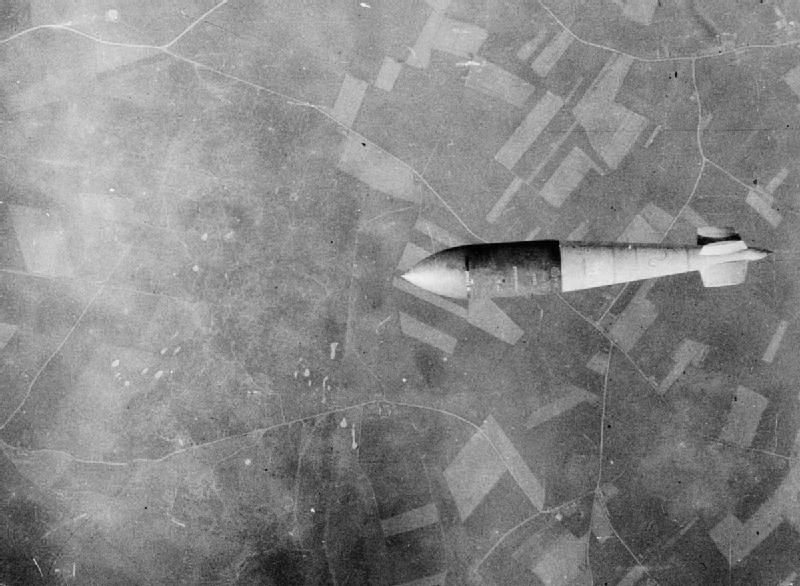
Superbomba Tallboy vypuštěná z pumovnice Lancasteru 617. bombardovací perutě při nasazení perutě proti cílům ve Francii

Neefektivita většiny útoků vedených Fleet Air Arm z palub letadlových lodí v polovině roku 1944 vedla britské velení k převedení úkolu zničit Tirpitze na 5. bojovou skupinu RAF, jmenovitě nově vytvořenému útvaru, 617. peruti.
Tato peruť, specializující se na těžké a nebezpečné úkoly jako bombardování přehrad, elektráren, ponorkových základen apod. všude v Německem obsazené Evropě, byla vybavena bombardéry Lancaster, speciálně upravenými tak, aby každý mohl nést speciální 5,5 tuny těžkou a 6,5 metru dlouhou superbombu, zvanou Tallboy (česky Dlouhán). Britové na jejím vývoji pracovali již od roku 1939 a v březnu 1944 se uskutečnil úspěšný test prvních dvou prototypů připravených týmem hlavního konstruktéra superbomby, Barnese Wallise z koncernu Vickers (mimo jiné i konstruktéra bombardéru Vickers Wellington). Při použití této pumy by se mohlo Britům podařit prorazit i vnitřní pancéřovanou palubu kryjící nejcitlivější části německé bitevní lodi, což byl úkol, který podle zkušeností z předchozích náletů konvenční 250kg a 800kg pumy, používané u bombardérů startujících z palub letadlových lodí, nedokázaly splnit. Velitel 5. letecké skupiny RAF, vicemaršál Ralph Cochrane, spolu s velitelem 617. bombardovací peruti, podplukovníkem Taitem se proto pustili do přípravy útoku 617. a její sesterské 9. bombardovací peruti na německou bitevní loď.
První útok, Operace Paravane, se měla uskutečnit ze sovětské základny Jagodnik nedaleko Archangelsku na poloostrově Kola v severním Rusku (kvůli nutnosti natankovat), kam se bombardéry 617. a 9. bombardovací perutě přesunuly díky špatnému počasí za dramatických okolností 11. září 1944 a po několika dnech čekání na dobré počasí odstartovaly 15. září 1944 směrem k Altenjordu, kotvišti Tirpitze. Náletu se zúčastnilo 23 Lancasterů (17 z nich vyzbrojených bombou Tallboy a 6 vyzbrojených speciálními podvodními bombami/minami Johnnie Walker), přičemž se útok nepodařilo provést s naprostým překvapením, díky čemuž většina bombardérů shazovala bomby naslepo do kouřové clony. I tak se ale zdálo, že došlo k jednomu zásahu, který se však Britům podařilo potvrdit až po následném přesunu Tirpitze k Tromsø, bombardéry se až na jeden vrátily na letiště Jagodnik a 17. září zpět do Skotska.
Bomba Tallboy prorazila příď lodi i vnitřní pancéřovou palubu, vylétla z lodi ven a explodovala vedle boku lodi ve vodách Altenfjordu. Do lodi proniklo 800–1000 tun vody, která způsobila významný náklon lodi na příď, otřes způsobil poškození zařízení pro kontrolu palby. Nejvýznamnějším problémem byla ale deformace paluby a příďových plátů, která se nedala v norských vodách opravit a uvedla tak německou koď prakticky do plavbyneschopného stavu, Tirpitz byl schopen plout maximální rychlostí cca 8 uzlů.
Způsobené škody a nemožnost jejich opravy v Norsku za současné neschopnosti lodi odplout zpět do Německa k opravám přesvědčily německé velení aby Tirpitze ponechalo pouze v roli plovoucí dělostřelecké baterie. Doba trvání oprav byla odhadována na 9 měsíců, ale jen provizorní ucpání děr v trupu bylo možno provést v průběhu několika dnů či týdnů, což umožňovalo Tirpitzi přesun na jih k Tromsø. Dne 15. října loď vykonala vlastními silami 200 mil dlouhou cestu k Tromsø, byla to poslední plavba její služby. Přesun na jih byl nutný z toho důvodu, že Němci netušili, jak dlouho budou ještě schopni severní Norsko udržet proti vítěznému postupu Rudé armády.
Díky přesunu na jih se německá loď dostala do přímého doletu britských bombardérů bez nutnosti mezipřistání v Rusku. Bylo však na nich učinit řadu modifikací a odmontovat řadu součástí – i tak byl ale každý bombardér při vzletu přetížen asi o 2 tuny – každý lancaster vážil 32 tun, z toho cca 6 tun bomba a 7 tun palivové a přídavné nádrže. Po dokončení úprav bylo ještě nutno čekat na příznivé počasí a tak správný okamžik k útoku nastal až v noci z 28. na 29. října, kdy bombardéry ztěžka odstartovaly k dalšímu napadení Tirpitze v novém kotvišti u ostrova Håkøya nedaleko Tromsø. Operace dostala název Obviate a zúčastnilo se jí 32 Lancasterů 9. a 617. bombardovací perutě opět vyzbrojených superbombami Tallboy. Výsledkem náletu obou perutí, startujících ze základen Lossiemouth a Milltown, byl jeden zásah blízko boku lodi, tohoto hubeného výsledku bylo dosaženo v důsledku nepříznivého počasí.
Exploze pod vodou poškodila levoboční kormidlo a hřídel levobočního šroubu a způsobila průnik vody do trupu lodi. Protiletadlová palebná přehrada speciální municí z primárních 380mm děl se ukázala být proti výškovému bombardování neúčinná, jedno z letadel však bylo poškozeno okolními pozemními protileteckými bateriemi.
V důsledku akce Němci pustili do podstatného vylepšení kotviště Tirpitze. Pod lodní kýl a kolem lodi bylo nahrnuto množství písku, což mělo zabránit případnému převrácení lodě, kotviště bylo dále obklopeno hradbou protitorpédových sítí. Náklon Tirpitze o 1 stupeň na levobok z předchozích poškození nebyl vyrovnán zaplavením pravobočních komor, aby bylo zachováno co nejvíce vztlaku. Loď byla dále připravena na její následnou roli jakožto plovoucí dělostřelecké baterie; palivo bylo omezeno jen na množství potřebné k pohonu turbogenerátorů a posádka byla redukována na 1600 mužů a důstojníků.

### Operace Catechism

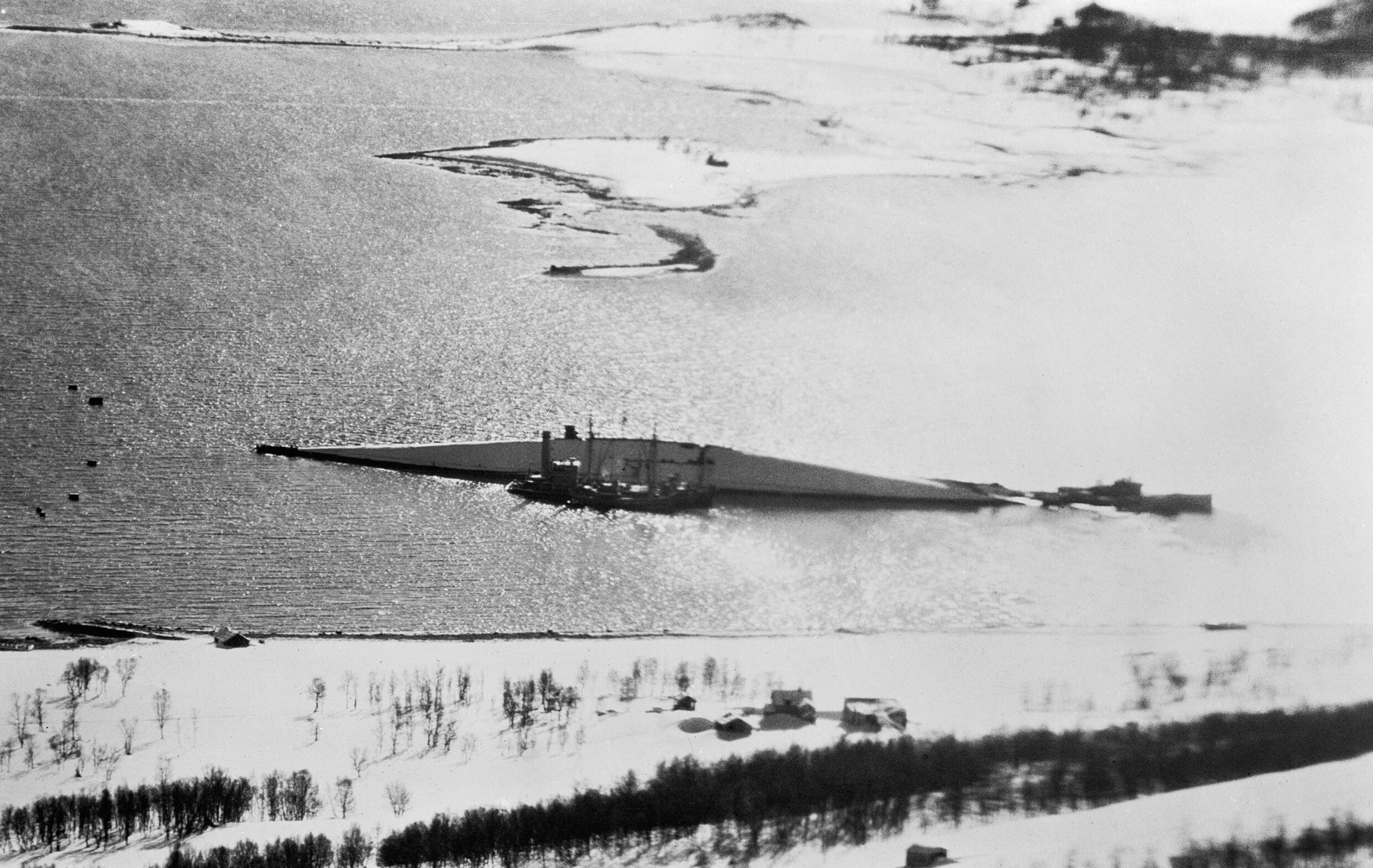
Záchranné práce u Tirpitze ve dnech následujících po jeho převrácení

Operace Catechism, závěrečný britský útok na Tirpitze, se uskutečnil 12. listopadu 1944, letouny dorazily k jeho kotvišti cca kolem 9:35. Loď se opět snažila proti letadlům využít i speciální tříštivou munici z hlavních 380mm baterií a donutila bombardéry k rozpuštění formace, ale útok samotný nebyla s to zastavit. Celkem 32 Lancasterů 9. a 617. bombardovací perutě svrhlo na Tirpitze celkem 29 pum Tallboy, přičemž docílili 2 přímých zásahů a jednoho zásahu v těsné blízkosti.

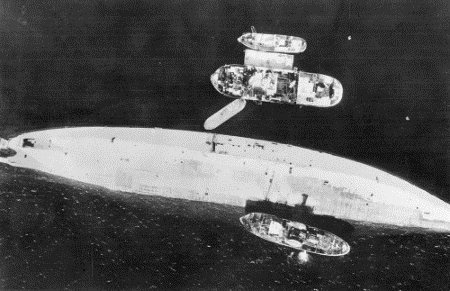
Letecký snímek převráceného Tirpitze (březen 1945)

Několik bomb dopadlo dovnitř bariéry protitorpédových sítí a explodovalo na mořském dně, což způsobilo značné rozrušení pískové hradby pod kýlem a na bocích lodi, které měla zabránit potopení či převrácení lodi. První přímý zásah dopadl mezi dělové věže A a B, bomba však nevybuchla. Druhý zásah doprostřed lodi do oblasti mezi katapultem a komínem a způsobila lodi značná poškození – exploze zničila pancéřový pás lodi na bocích v místě zásahu a udělala velké trhliny na bocích a spodku lodi. Třetí bomba explodovala na levoboku poblíž dělové věže C.
Zásah doprostřed lodi způsobil značné zaplavení, v důsledku čehož se náklon lodi rychle zvýšil na 15 až 20 stupňů. Během dalších 10 minut se náklon zvýšil na 30 až 40 stupňů a kapitán dal povel k opuštění lodi.
Vzrůstající zaplavování vnitřních prostor lodi zvýšilo náklon v 09:50 na 60 stupňů, poté se zdálo, že se náklon na nějakou dobu stabilizoval. O 8 minut později však silná exploze odtrhla lodi dělovou věž C, vymrštila ji i spolu s částí otáčecího mechanismu do výšky 25 m nad skupinu trosečníků, snažících se z lodi zachránit. Následně se loď převrátila a zaryla se nástavbami do mořského dna.
Po skončení náletu se rozběhly záchranné práce, při kterých bylo prvotním cílem osvobodit členy posádky, uvězněných v trupu lodi. Toho se záchranné čety snažily dosáhnout rozřezáváním plátů na dnu lodi. Tímto způsobem se podařilo zachránit 82 mužů posádky. Údaje o mrtvých námořnících se liší od 950 do 1204. John Sweetman uvádí, že 1000 z celkového počtu 1900 bylo zabito, zatímco Niklas Zetterling a Michael Tamelander odhadují počet zabitých na 1000, Siegfried Breyer a Erich Gröner se shodují na 1204 mrtvých, a Gordon Williamson uvádí počet obětí 971. William Dulin a Robert Dulin uvádí počet usmrcených „kolem 950“. Přibližně 200 ze zachráněných členů posádky bylo v lednu 1945 převeleno na kapesní bitevní loď Lützow.

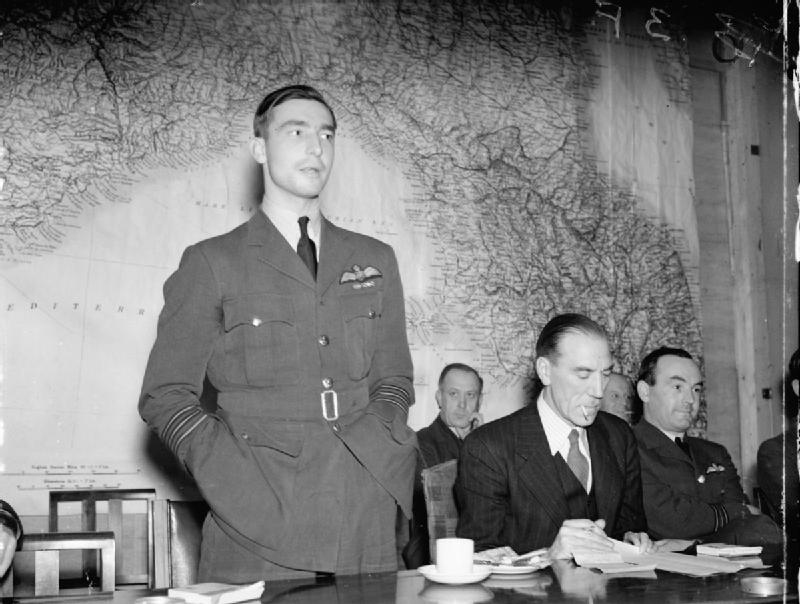
Tisková konference s velitelem útoku a 617. bombardovací peruti, komandérem Taitem (stojící). Vedle něj sedí letecký komodor H. A. Jones, ředitel Public Relations ministerstva letectva. Po jeho levé ruce sedí A. G. Wiliams, velitel letounů 9. bombardovací perutě při útoku na Tirpitze

Vrak lodi zůstal na místě potopení až do konce války, kdy jedna německo-norská společnost začala připravovat práce na sešrotování lodi. Ty pak začaly v roce 1948 a trvaly až do roku 1957; přičemž fragmenty lodi jsou stále ještě prodávány jednou norskou společností.
Sir Ludovic Kennedy napsal ve svém díle, detailně popisující historii lodě, že „žila životem invalidy a zemřela smrtí mrzáka“.

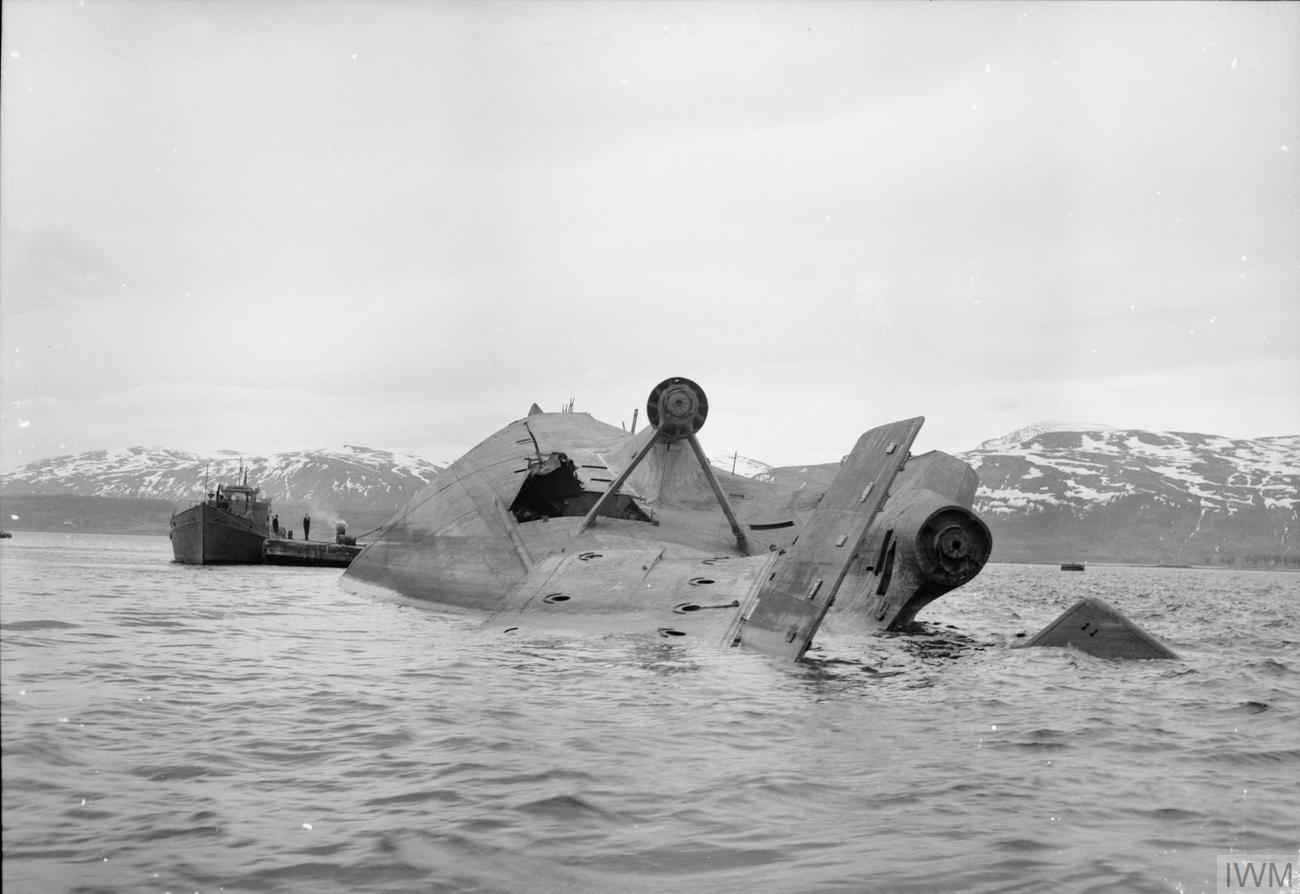
Blízký pohled na převrácený Tirpitz (snímek pořízen Brity po osvobození Norska)

Výkon Luftwaffe při obraně Tirpitze byl po jeho potopení ostře kritizován. Major Heinrich Ehrler, velitel III./Jagdgeschwader 5 (3. skupiny 5. stíhací eskadry), byl obviněn z odpovědnosti za zcela nedostatečnou podporu letectva, které britské bombardéry ani nenapadlo. Byl následně postaven před vojenský soud v Oslu a hrozil mu trest smrti. Byly uvedeny důkazy, že jeho jednotka nepodpořila Kriegsmarine, i když o to byla přímo žádána. Byl nakonec odsouzen ke 3 rokům vězení, ale z věznice byl puštěn už po měsíci, degradován, a znovu přidělen k stíhací peruti Me 262 v Německu. Ehrler byl pak dalším vyšetřováním očištěn, poté, co bylo odhaleno, že příčinou selhání letectva byla obecně špatná komunikace mezi letectvem a válečným námořnictvem a jeho jednotka tak vůbec nebyla informována o faktu, že se Tirpitz o několik týdnů dříve přesunul k ostrovu Håkøya. Dne 4. dubna 1945 byl pak sestřelen nad Berlínem, přičemž svému kamarádovi předtím řekl, že plánuje po vyčerpání munice narazit do spojeneckého bombardéru a doprovodil to výrokem: „Znovu se setkáme ve Valhalle.“
Výkon britských letců byl po zásluze vysoce oceňován, dokonce se předpokládalo, že komandéru Taitovi bude po potopení Tirpitze za jeho za celoživotní služby udělen Viktoriin kříž, nakonec mu byl ale předán ministrem letectva „pouze“ (už jeho čtvrtý) Řád za vynikající službu, přičemž odůvodnění podle článku z přílohy londýnských Gazette dne 5. ledna 1945 (datovaného 9. ledna) znělo:

Air Ministry, 9th January, 1945.
The KING has been graciously pleased to approve the following awards in recognition of gallantry displayed in flying operations against the enemy: —
Third Bar to Distinguished Service Order.
Wing Commander James Brian TAIT, D.S.O., D.F.C. (33291), R.A.F., 617 Sqn.
This officer has displayed conspicuous bravery and extreme devotion to duty in the face of the enemy, constantly exemplified over a long period of operational flying. He has completed a very large number of sorties, many of them against most dangerous and difficult targets and the successes obtained are a magnificent tribute to his brilliant leadership and unsurpassed skill. On 3 occasions Wing Commander Tait has led attacks on the German battleship "Tirpitz". The last occasion was on the 12th November 1944. The vessel was lying at Tromso. Visibility was good as Wing Commander Tait led his squadron in to the attack. In spite of continuous fire from 3 ships and from land batteries, the attack was pressed home. The first bomb, dropped by Wing Commander Tait, hit the Tirpitz. Another hit was obtained almost immediately and another 12,000 lb. bomb fell close alongside. The battleship caught fire and smoke poured from her. Finally she capsized. By his outstanding skill and leadership Wing Commander Tait played a prominent part in the success of this operation. This officer has completed 98 sorties and throughout has set an example of a high order.

Air Ministry, London Gazette, 5th January 1945
v českém překladu:
Ministerstvo letectva, 9. ledna 1945.
KRÁL s laskavostí a potěšením uděluje následující vyznamenání jako uznání statečnosti, projevené při leteckých operacích proti nepříteli: —
Třetí spona k Řádu za vynikající službu.
Komandér James Brian TAIT, D.S.O., D.F.C. (33291), R.A.F., 617 Sqn.
Tento důstojník prokázal výjimečnou statečnost a extrémní obětavost ve službě tváří v tvář nepříteli, soustavně prokazovanou po dlouhou dobu leteckého operačního nasazení. Zúčastnil se velkého množství bojových vzletů, z nichž mnohé se uskutečnily proti nejnebezpečnějším a nejobtížnějším cílům a úspěchy, kterých dosáhl, vzdávají velkolepý hold jeho brilantnímu vedení a nedostižným schopnostem. Ve třech případech vedl komandér Tait útoky na německou bitevní loď „Tirpitz“. Poslední z nich se uskutečnil dne 12. listopadu 1944. Loď se nacházela u Tromso. Komandér Tait vedl svou peruť do útoku za dobré viditelnosti. Navzdory soustavné palbě ze tří lodí a pozemních baterií dovedl útok k úspěchu. První bomba, svržená komandérem Taitem, Tirpitze zasáhla. Dalšího zásahu bylo dosaženo téměř vzápětí a další 12 000liberní bomba dopadla hned vedle boku lodi. Bitevní loď začala hořet a řinul se z ní kouř. Nakonec se převrátila. Vynikající schopnosti a velení peruti komandéra Taita byly významnou součástí úspěchu této operace. Tento důstojník uskutečnil 98 bojových vzletů a dal tak ostatním příklad nejvyšší míry.

Ministr letectva, London Gazette, 5. ledna 1945